# Sozialistische Einheitspartei Deutschlands
Die Sozialistische Einheitspartei Deutschlands (SED) war eine marxistisch-leninistische Partei, die 1946 in der sowjetischen Besatzungszone Deutschlands und der Viersektorenstadt Berlin aus der Zwangsvereinigung von SPD und KPD hervorging. Sie entwickelte sich anschließend unter sowjetischem Einfluss zur Kader- und Staatspartei der 1949 gegründeten DDR. Mit ihrer dadurch erlangten Macht gestaltete die SED die Sowjetische Besatzungszone zu einer Diktatur um (auch SED-Diktatur genannt), die sich selbst als „Arbeiter-und-Bauern-Staat“ bezeichnete. Da die Verfassung der DDR ab 1968 den Führungsanspruch der SED festschrieb und deren Nomenklaturkader die Organe aller drei Gewalten, Legislative, Exekutive und Judikative, durchdrangen, war das politische System der DDR de facto eine Ein-Parteien-Herrschaft der SED. Neben der SED gab es noch einige Blockparteien, die den Anschein einer Mehrparteiendemokratie erwecken sollten.
Im Zuge der Wende und friedlichen Revolution in der DDR 1989/90 verlor die SED ihre Stellung als herrschende Staatspartei, gab sich ein neues Programm und benannte sich im Dezember 1989 zunächst in Sozialistische Einheitspartei Deutschlands – Partei des Demokratischen Sozialismus (SED-PDS), am 4. Februar 1990 dann in Partei des Demokratischen Sozialismus (PDS) um. Aus ihr entstand 2007 durch Verschmelzung mit der Arbeit & soziale Gerechtigkeit – Die Wahlalternative (WASG) die Partei Die Linke.

## Geschichte

### Entstehung

#### Hintergrund

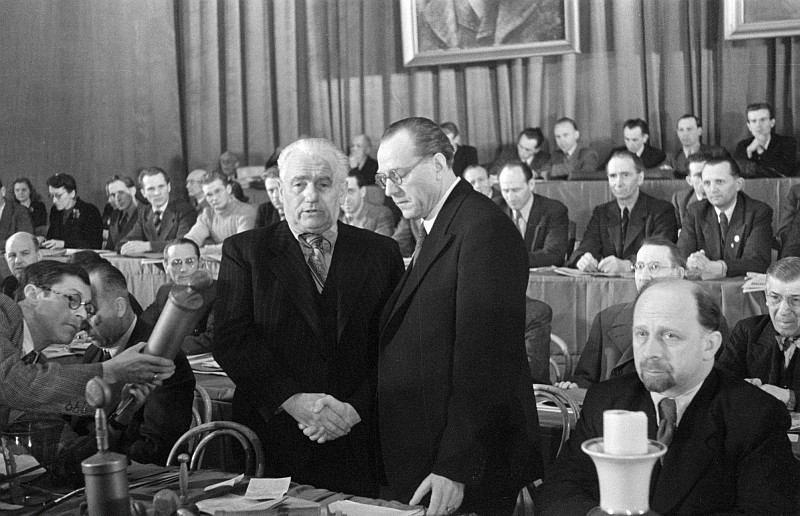
Vereinigungsparteitag von KPD und SPD zur SED im Admiralspalast in Berlin, mit dem historischen Händedruck zwischen Otto Grotewohl und Wilhelm Pieck

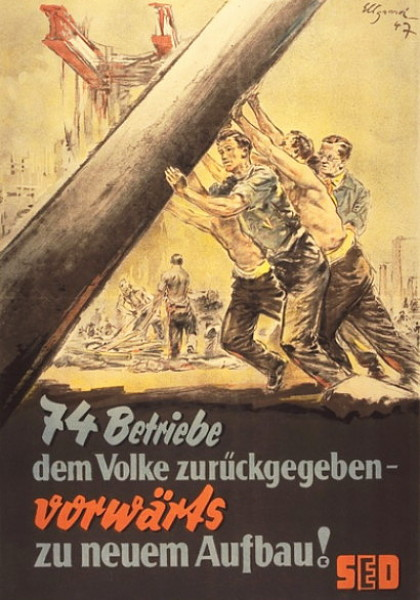
Wahlplakat (1947)

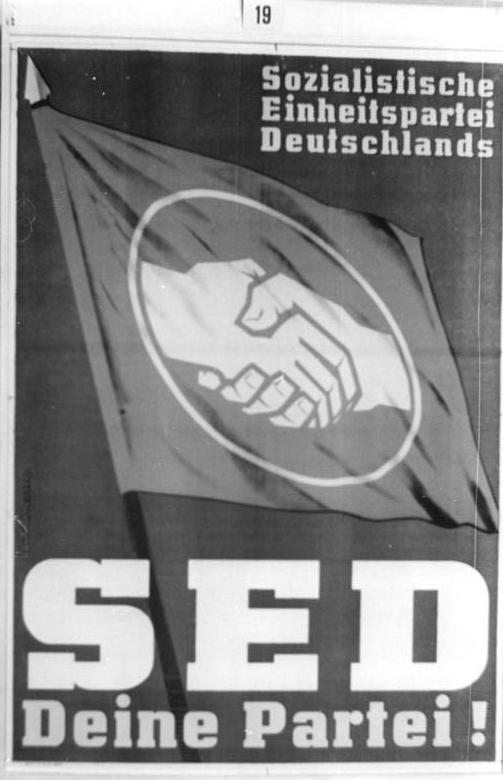
Wahlplakat (1950)

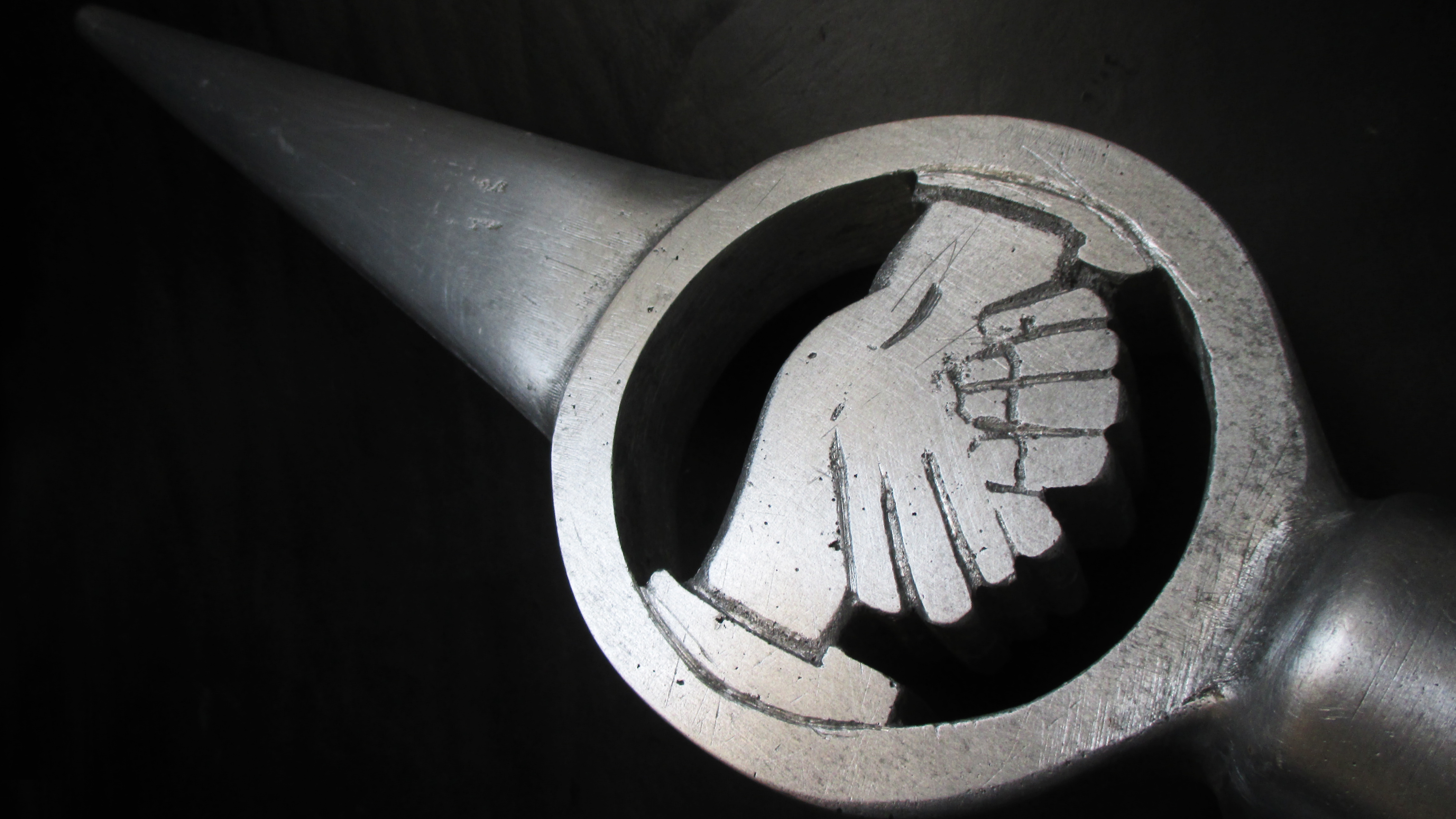
Fahnenspitze der SED in früher Form

Die SED sah sich in Tradition der KPD über die VKPD, die USPD, den Spartakusbund, die SPD, die SDAP, den ADAV bis hin zur deutschen Arbeiterbewegung.
Nach den zwölf Jahren der Diktatur des Nationalsozialismus war die Parteienlandschaft Deutschlands gründlich zerstört, was einen demokratischen Neuanfang stark erschwerte. Also galt es für die Besatzungsmächte, die Grundlagen für das gesellschaftliche Leben zu schaffen. Als erstes reagierte die Sowjetunion. Mit dem Befehl Nummer zwei der Sowjetischen Militäradministration in Deutschland (SMAD) vom 10. Juni 1945 initiierte sie die politische Betätigung in ihrer Zone. Danach sollte die Tätigkeit antifaschistisch-demokratischer Parteien und freier Gewerkschaften gestattet sein.
Das Zentralkomitee (ZK) der KPdSU ließ dazu deutsche Kommunisten und Widerstandskämpfer, die den Zweiten Weltkrieg überlebt hatten, nach umfassender Schulung in Moskau zurück nach Berlin verbringen. Vorerst drei Initiativgruppen Ulbricht, Ackermann und Sobottka, die in Berlin, Sachsen und Mecklenburg tätig wurden, hatten die Aufgabe, die Verwaltung aufzubauen und den sowjetischen Weisungen einen demokratischen Anschein zu geben. Einer dieser Kader war der später in die Bundesrepublik geflüchtete Wolfgang Leonhard, der als Mitglied der Gruppe Ulbricht in die sowjetische Besatzungszone kam.
Schon am 11. Juni 1945 trat das ZK der KPD zum ersten Mal mit seinem Gründungsaufruf an die Öffentlichkeit. Ermöglicht wurde diese schnelle Reaktion durch die Tätigkeit der oben genannten Gruppen. Kurze Zeit später veröffentlichte die SPD am 15. Juni ihren Gründungsaufruf.
Unter dem massiven Druck der sowjetischen Besatzungsmacht und der KPD-Führung sowie mit der Unterstützung führender Sozialdemokraten und nicht weniger SPD- und KPD-Mitglieder bildeten sich auf allen Ebenen der beiden Parteien Arbeitsgemeinschaften und Ausschüsse, deren erklärtes Ziel die organisatorische Vereinigung war. Teile der sozialdemokratischen Seite gingen dabei weiter als die Führung der KPD, die anfänglich eher zurückhaltend hinsichtlich der Vereinigung war und noch ein Vereinigungsangebot des Berliner Zentralausschusses der SPD unter Führung von Otto Grotewohl im Juni 1945 ablehnte. Getrieben von der Besatzungsmacht und unter nun veränderter Taktik der KPD-Führung veranstalteten der ZA der SPD und das ZK der KPD im Dezember 1945 eine Konferenz, auf der jeweils dreißig führende Vertreter beider Parteien anwesend waren, die die Verschmelzung beider Parteien beschlossen. Grundlegende Motivation waren die Erfahrungen mit der Spaltung der linken Hitler-Gegner im Parlament der späten Weimarer Republik, die als eine der wesentlichen Ursachen für die Machtübertragung an die NSDAP betrachtet wurde, was unter anderem im deklamatorischen Charakter des Schwurs von Buchenwald und in den Ideen der Einheits- und Volksfront zum Ausdruck kam. Eine weitere Motivation für die Kommunisten war das unerwartet schlechte Abschneiden der österreichischen Kommunisten bei der Nationalratswahl in Österreich 1945.
Besonders innerhalb der SPD tobten um die avisierte Vereinigung heftige Kontroversen. Der faktische Vorsitzende in Westdeutschland, Kurt Schumacher, sprach sich vehement gegen diesen Schritt aus. Der Zentralausschuss unter dem Vorsitz von Grotewohl, das selbsternannte Leitungsgremium der SPD in der SBZ, konnte bei mehreren Sitzungen zu keiner Einigung kommen. Er willigte erst ein, als der sächsische SPD-Landesvorsitzende Otto Buchwitz drohte, die Vereinigung mit seinem Landesverband zu starten. Insbesondere in den Regional- und Lokalgliederungen der SPD hatte die sowjetische Besatzungsmacht die Möglichkeit, unter anderem auch mit Repressionen und Verhaftungen auf die SPD-Mitglieder einzuwirken. Aber auch Teile der KPD-Führung mussten von ihren Vorstellungen abrücken, die eigene Partei aufzubauen, Regierungspolitik zu betreiben und die in ihren Augen diskreditierte Sozialdemokratie abzulösen. Dies war sowohl auf den zunehmenden Führungsanspruch der Sozialdemokratie als auch auf mangelnden Rückhalt in der Bevölkerung zurückzuführen.
Bezüglich einer Vereinigung waren lokal große Unterschiede festzustellen. So vereinigten sich bereits am 23. Februar 1946 die Kreisorganisationen der KPD und der SPD in Neuruppin zur Sozialistischen Einheitspartei Deutschlands. Dagegen sprachen sich bei einer Urabstimmung unter SPD-Mitgliedern, die nur in den Westsektoren in West-Berlin stattfinden konnte, am 31. März 1946 etwa 82 % der Teilnehmer gegen eine sofortige Vereinigung, aber immerhin 62 % für „gemeinsame Arbeit“ mit der KPD aus. Im sowjetischen Sektor von Berlin und in der Sowjetischen Besatzungszone hatte die Besatzungsmacht eine Urabstimmung der SPD verhindert. In Berlin, wo die SPD auch im Ostteil der Stadt bis 1961 weiter existierte, behielten ungefähr zwei Drittel der Mitglieder ihr sozialdemokratisches Parteibuch, etwa ein Drittel trat in die SED ein.
Hauptströmungen der kontroversen Diskussionen der Mitglieder in den deutschen Ländern waren dabei:
- Kräfte der KPD, die die Politik der Verteufelung der SPD als „Sozialfaschisten“ fortsetzten,
- Kräfte der SPD, die Kommunisten als „rotlackierte Faschisten“ bezeichneten,
- Kräfte, welche die politischen Konzepte von KPD und SPD als unvereinbar betrachteten,
- Einheitsbestrebungen, die aus Erkenntnissen von Sozialdemokraten und Kommunisten aus der Zeit der gemeinsamen Illegalität und Verfolgung unter der nationalsozialistischen Diktatur und des gemeinsamen Widerstandes resultierten,
- Bestrebungen der sowjetischen Besatzungsmacht, stalinistisch orientierte Kräfte zu etablieren,
- Bestrebungen der US-amerikanischen, britischen und französischen Besatzungsmächte, antisowjetisch orientierte Kräfte zu etablieren,
- taktische und machtpolitische Bestrebungen besonders in Teilen der KPD-Führung, um den wachsenden Einfluss der SPD zurückzudrängen.

#### Gründung durch Zwangsvereinigung von SPD und KPD
Am 21. und 22. April 1946 versammelten sich im Ost-Berliner Admiralspalast in der Berliner Friedrichstraße Delegierte von KPD und SPD, Ehrengäste und Zuschauer zum gemeinsamen Parteitag von KPD und Teilen der SPD. Seitens der SPD nahmen 548 Delegierte (darunter 103 aus den westlichen Besatzungszonen) teil und von der KPD 507 Delegierte (darunter 127 westliche). Diese vertraten rund 680.000 sozialdemokratische und rund 620.000 kommunistische Parteimitglieder der Sowjetischen Besatzungszone. Eröffnet wurde die Veranstaltung mit der Fidelio-Ouvertüre Beethovens. Anschließend betraten Wilhelm Pieck und Otto Grotewohl von verschiedenen Seiten die Bühne und reichten sich die Hände. Diese symbolische Geste wurde im Emblem der SED nachempfunden.
Auch in den übrigen Besatzungszonen gab es verschiedene Formen der Zusammenarbeit und Annäherungsbestrebungen zwischen Sozialdemokraten und Kommunisten. So beschlossen am 24. Juli 1945 in Hamburg und am 8. August 1945 in München Vertreter der SPD und der KPD ein gemeinsames Aktionsprogramm. In Frankfurt am Main entstand am 3. Oktober 1945 ein Arbeitsausschuss von Sozialdemokraten und Kommunisten, und am 1. Oktober 1945 rief der Einheitsausschuss von SPD und KPD in Wiesbaden zur Vereinigung beider lokaler Parteien auf. Darüber hinaus arbeiteten in einer Reihe von Städten Sozialdemokraten und Kommunisten auf kommunaler Ebene zusammen.
Sowohl in den amerikanischen, britischen und französischen Besatzungszonen als auch in der sowjetischen Besatzungszone, wurde auf diese Prozesse seitens der Besatzungsmächte Einfluss genommen. Die Vereinigung in der sowjetischen Besatzungszone kam maßgeblich durch sowjetischen Druck zustande. Zu dieser Sicht äußert sich u. a. der Zeitzeuge und damalige Mitverantwortliche Wolfgang Leonhard, der in seinen Büchern die Koordinierung durch das ZK der KPdSU belegt. Die Partei bestand grundsätzlich in ganz Berlin, allerdings führte der Bau der Berliner Mauer dazu, dass sich die Partei in den Westsektoren eigenständig organisieren musste und ab Ende 1962 als Sozialistische Einheitspartei Westberlins fortbestand. 2001 räumten die Bundestagsabgeordneten Gabi Zimmer und Petra Pau (beide PDS) ein, dass Mitglieder der SED sowohl im Prozess der Vereinigung Täuschungen, Zwänge und Repressionen zuließen, als auch Fehler begangen hätten. Am 6. Mai 2001 schloss sich der Parteivorstand dieser Erklärung an.

### Weitere Entwicklung

#### Programm

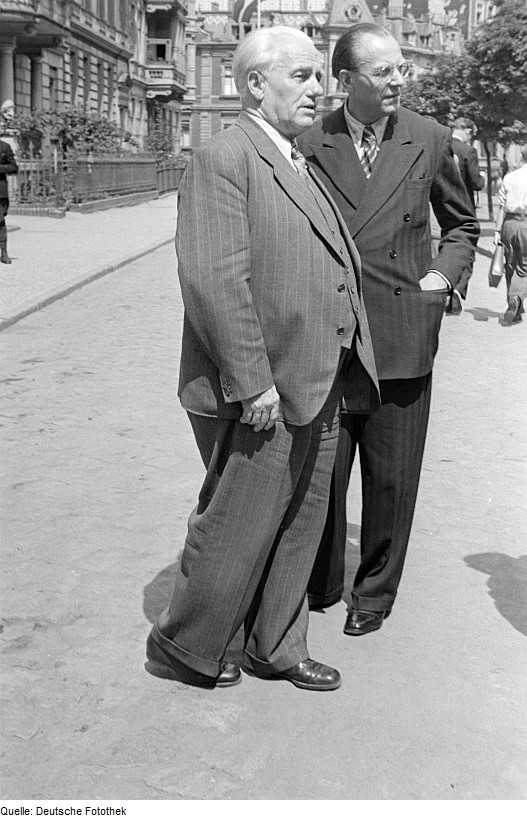
Wilhelm Pieck und Otto Grotewohl

Briefmarke zum 20-jährigen Bestehen der SED

Zum Zeitpunkt ihrer Gründung hatte die SED etwa 1,3 Millionen Mitglieder, die zu fast gleichen Teilen aus KPD und SPD kamen. Das Parteiprogramm war anfangs an antifaschistisch-demokratischen Grundzügen orientiert.
Bei den Landtagswahlen 1946 verfehlten die vereinigten Arbeiterparteien eindeutig ihr Wahlziel: Trotz massiver Unterstützung durch die Besatzungsbehörden erzielte die SED in keinem Land die absolute Mehrheit. In Mecklenburg und in Thüringen verfehlten sie diese knapp, in Sachsen-Anhalt und in Brandenburg wären bürgerliche Koalitionen von CDU und LDP möglich gewesen. Noch enttäuschender war das Ergebnis in Groß-Berlin. Bei der Wahl der Stadtverordnetenversammlung von Groß-Berlin im Oktober 1946, bei der neben der SED auch die SPD antrat (→ Sonderfall Berlin), errang die SPD einen Stimmenanteil von 48,7 % gegenüber der SED mit 19,8 % (CDU 22,2 % und LDP 9,3 %). Dies war die einzige freie Wahl in Gesamtberlin (vor 1990).
Frauen, die die Nachkriegsgesellschaft rein zahlenmäßig dominierten, waren in der SED deutlich unterrepräsentiert: 1947 waren weniger als 24 % der Mitglieder der SED Frauen. Zudem arbeiteten in den Berufen mit besonders hohem Mitgliederanteil vorwiegend Männer. Mitte 1948 war die Zahl der Mitglieder auf zwei Millionen angewachsen, was einem Bevölkerungsanteil von sechzehn Prozent entsprach.
Das erste Parteiprogramm der SED war an das Erfurter Programm der SPD von 1891 angelehnt, um ehemaligen Sozialdemokraten die Zustimmung zu erleichtern. So vermied das ursprüngliche Programm der SED noch jeden Bezug auf den Leninismus und sprach vom demokratischen Weg zum Sozialismus. Im Parteistatut wurden noch keine weltanschaulichen Einschränkungen erhoben. Vielmehr stand die SED allen offen, die den Nationalsozialismus ablehnten. Es gab noch keine Kandidatenzeit, keine Überprüfungen, kein Politbüro und keinen Generalsekretär. Ämter wurden streng paritätisch von Kommunisten und Sozialdemokraten besetzt. So gab es zu dieser Zeit auch zwei Parteivorsitzende: den Sozialdemokraten Otto Grotewohl und den Kommunisten Wilhelm Pieck. Die paritätische Besetzung von Parteiämtern schützte die Sozialdemokraten nicht vor ihrer Vereinnahmung. Unmittelbar nach der Vereinigung setzten die «Marginalisierung der Sozialdemokraten», die «schleichende Stalinisierung» und die Zentralisierung der Partei ein. Bereits im Mai 1946 wurden gemeinsame Schulungen für alle Parteimitglieder beschlossen:

„Es kam ja nach dem Prinzip der Parität die Hälfte aus der früheren Sozialdemokratie und nur die andere Hälfte aus der Kommunistischen Partei; aber schon in dieser Phase erkennt man eben sehr deutlich: Nur ein treuer Parteisoldat wird diese Einordnung, diese Unterordnung unter die Führung vornehmen. Dazu brauchte man ein Mittel; dieses Mittel war Indoktrination – oder, wie es offiziell hieß, ‚Schulung‘.“

Immer offener distanzierte sich die SED von den Grundsätzen der Vereinigung. Der im Herbst 1946 eingeleitete organisatorische Umbau der SED zielte bewusst auf das Zurückdrängen des sozialdemokratischen Einflusses, die Entmachtung der unteren Parteiebenen und eine Machtkonzentration an der Parteispitze. Untermauert wurde dieser Umbau durch die am 24. Dezember 1946 vom Zentralsekretariat beschlossenen Richtlinien für den organisatorischen Aufbau der SED. Auf dem 2. Parteitag im September 1947 wurde der Beschluss gefasst, ein neues Parteiprogramm zu erstellen. Die Sozialdemokraten sollten ab 1949 kaum noch eine Rolle spielen. Die paritätische Besetzung von Gremien wurde abgeschafft. Offiziell wurde dies zum einen mit dem „ideologischen Zusammenschluss der Parteimitglieder“ und zum anderen mit der großen Zahl junger Kader begründet, die weder der SPD noch der KPD angehört hatten, so dass diese bei Beibehaltung der Parität nicht in leitende Funktionen hätten gewählt werden können. Auf dem III. Parteitag im Juli 1950 wurde das Vereinigungsprogramm «Grundsätze und Ziele der SED» endgültig außer Kraft gesetzt. Die Formulierung eines neuen Programmes ließ aber bis zum VI. Parteitag 1963 auf sich warten. In diesem Programm bekannte sich die SED zum Ziel des Kommunismus, der als eine Gesellschaft definiert wurde, „in der jeder Werktätige seine Fähigkeiten mit dem größten Nutzen für das Volk anwendet“, ganz nach dem marxschen Prinzip „Jeder nach seinen Fähigkeiten, jedem nach seinen Bedürfnissen“. An diesem Ziel hielt die SED auch bei der Neuformulierung ihres Programms im Jahr 1976 fest, in dem sich die SED als „freiwilliger Kampfbund gleichgesinnter Kommunisten“ definierte.
Einschneidende Veränderungen setzten nach der Ersten Parteikonferenz im Januar 1949 ein. Ohne einen Parteitag einzuberufen und die Zustimmung der Delegierten abzuwarten, begann die stalinistische Umorientierung der Partei einschließlich der Kriminalisierung sozialdemokratischer Positionen («Sozialdemokratismus»). Zuvor war auf der 13. Tagung des Parteivorstandes im Herbst 1948 die Bildung einer Zentralen Parteikontrollkommission und im Januar 1949 die Einführung der Kandidatenzeit und die Umwandlung des Zentralsekretariats zum Politbüro beschlossen worden. Das Politbüro übernahm die Kontrolle von Partei und der zu bildenden Regierung. Welche Rolle ihm zukam, verdeutlicht ein Beschluss des Sekretariats des Politbüros vom 17. Oktober 1949:

„Gesetze und Verordnungen von Bedeutung, Materialien sonstiger Art, über die Regierungsbeschlüsse herbeigeführt werden sollen, weiterhin Vorschläge zum Erlaß von Gesetzen und Verordnungen müssen vor ihrer Verabschiedung durch die Volkskammer und die Regierung dem Politbüro bzw. Sekretariat des Politbüros zur Beschlußfassung übermittelt werden.“

Speziell die Westarbeit und dabei die Option auf ein sozialistisch wiederzuvereinigendes Deutschland prägte die Parteiarbeit der ersten Jahre. Es gelang der SED aber nicht, die angestrebten Ziele zu verwirklichen. Dass die SED deutschlandpolitisch so erfolglos war, lag vor allem an ihrer Parteiführung, die nicht erkennen wollte, dass sie mit ihren Extrempositionen bezüglich der Umgestaltung Deutschlands in den anderen Besatzungszonen keine Gesprächspartner (nicht einmal bei der SPD) fand. Selbst die KPD in den Westzonen war nur bedingt zu Gesprächen bereit bzw. löste sich sogar im Januar 1949 organisatorisch von der SED und arbeitete als formal selbstständige Partei weiter. Auch die Versuche, die Parteiarbeit auf den Westen Deutschlands auszudehnen, misslangen.
Im Dezember 1947 tagte erstmals der auf Initiative der SED einberufene Erste Deutsche Volkskongress für Einheit und gerechten Frieden in Berlin. Er verstand sich als gesamtdeutsches Gremium gegen die, so in der Parteisprache der damaligen Zeit, „Spalterpolitik der imperialistischen Westmächte“. Allerdings nahmen aus den westlichen Besatzungszonen nur 664 Delegierte und Gäste teil, darunter Parteikader der KPD (242 Delegierte) und der SPD (91 Delegierte). Trotz massiven Drucks entschied sich der Vorstand der CDU der Sowjetischen Besatzungszone, nicht teilzunehmen, stellte aber die Teilnahme von CDU-Mitgliedern als Einzelpersonen frei.

#### Umformung der SED in eine Partei neuen Typus
Einer der Hauptagendapunkte der 1. Parteikonferenz am 25.–28. Januar 1949 im Haus der Deutschen Wirtschaftskommission in Berlin betraf die Entwicklung der SED zu einer Partei neuen Typus. Dies ist nach eigenem Verständnis eine Partei auf der Basis des Marxismus-Leninismus und des demokratischen Zentralismus, mit straffer Parteidisziplin als Organisationsprinzip, die sich als Avantgarde des Proletariats versteht.
Politische Situation
Als Massenpartei spiegelte die SED alle Strömungen der Gesellschaft wider. Dies entsprach nicht den Vorstellungen einflussreicher Teile der ehemaligen KPD und der sowjetischen Besatzungsmacht. So wurde, bedingt durch die zunehmende Führerschaft ehemaliger kommunistischer Mitglieder, ein neues, grundlegendes Demokratieverständnis verhindert. Zudem konnten wesentliche Vorbehalte, die schon in den 1930er Jahren gegen eine gemeinsame Politik von SPD und KPD sprachen, nicht ausgeräumt werden. Dazu gehörte in erster Linie das Abrücken von den stalinistischen Repressionen, denen auch deutsche Antifaschisten zum Opfer fielen. Verbot sich doch jeder Ansatz einer kritischen Bewertung dieser Politik allein schon aus der Anwesenheit der Besatzungsmacht heraus. Als unheilvoll erwies sich auch die starke Bindung deutscher Kommunisten an die KPdSU und die damit verbundene Einflussnahme seitens der Sowjetunion auf alle Bereiche des parteilichen Lebens. Dies gipfelte darin, dass nationale Interessen bedingungslos sowjetischen Bestrebungen untergeordnet wurden. Die Bevorzugung ehemaliger kommunistischer Funktionäre durch die Besatzungsmacht und die Art und Weise, in der diese es auch für sich nutzten, verbunden mit politischen Diffamierungen, führten zu Spannungen und Beschädigungen innerhalb der SED.
Gesellschaftliche Situation
In Deutschland zeichnete sich die Bildung zweier Staaten ab, die unterschiedlichen Blöcken angehören würden. Damit wurde die Konfrontationspolitik des Kalten Krieges unmittelbar in die verschiedenen Besatzungszonen hineingetragen. Heftige Auseinandersetzungen zwischen LDPD, CDU und SED hinsichtlich der Entwicklungstendenz der Wirtschaft, Widerstände gegen Bodenreform und Verstaatlichung, sowie Widersprüche zwischen Markt- und Zentralverwaltungswirtschaft kennzeichneten die Situation in der sowjetischen Besatzungszone. Hinzu kamen verschiedene Formen der Wirtschaftskriminalität und der Sabotage. Nicht übersehen werden sollte dabei, dass die SED ‚Wirtschaftsdelikte‘ gezielt als Instrument der Kriminalisierung der Privatwirtschaft einsetzte. Dazu war im Mai 1948 die Zentrale Kommission für Staatliche Kontrolle (ZKK) gegründet worden:
„Der Einsatz der ZKK als Untersuchungsorgan in Wirtschaftsstrafsachen sollte nun diese Lücke im Einflussbereich der SED schließen: Mit der im engen Einvernehmen mit der SED agierenden Kommission war eine Instanz geschaffen worden, die eine Rechtsprechung im Sinne der SED gewährleisten sollte und somit als Korrektiv der Entscheidungen des Justizpersonals fungierte.“
Auswirkungen auf die Partei
Um die politische Macht zu stabilisieren und unter den Einflüssen der KPdSU schien es den führenden Kreisen der SED notwendig, die Partei zu reformieren. Auf der I. Parteikonferenz im Januar 1949 wurde zudem deutlich, dass sich die stalinistischen Kräfte erfolgreich in der SED durchgesetzt hatten. Sie wurde streng nach dem Muster der KPdSU umgebildet, dem das Prinzip des stalinischen „demokratischen Zentralismus“ zugrunde lag. Dazu gehörte die Aufgabe der weltanschaulichen Neutralität zugunsten eines strengen Materialismus, die alleinige Orientierung am von Stalin geprägten Marxismus-Leninismus als „wissenschaftliche Weltanschauung“ und die Bekämpfung aller sozialdemokratischen Tendenzen. Etwa 150.000 Mitglieder wurden ausgeschlossen.
Begleitet wurden diese Prozesse von Verfolgungen, Verhaftungen, Anklagen und Verurteilungen von ehemaligen Sozialdemokraten, Arbeiterfunktionären, ehemaligen Mitgliedern von KPO und SAP und Westemigranten der KPD unter direkter Mitwirkung der Parteikontrollkommission und später von Organen der DDR (Ministerium für Staatssicherheit, Volkspolizei, Justizapparat) sicherten den stalinistischen Kräften in der SED die Vorherrschaft. Damit wurde die SED zur Staatspartei der DDR, neben der die anderen Blockparteien nur eine untergeordnete Rolle spielten.

Nachdem die Stalin-Noten vom März 1952 von den Westmächten zurückgewiesen worden waren und somit absehbar war, dass es mittelfristig keine Wiedervereinigung Deutschlands geben würde, beschloss die II. Parteikonferenz der SED, die vom 9. bis zum 12. Juli 1952 tagte, den Aufbau des Sozialismus in der DDR:
1. Neugliederung des Staatsaufbaues mit der Auflösung der Länder und Schaffung von 14 Bezirken;
2. Aufbau bewaffneter Streitkräfte;
3. verstärkte Kollektivierung der Landwirtschaft.

### Verlust der Vormachtstellung, Umbenennungen
Die revolutionären Ereignisse im Herbst 1989 beendeten die Vormachtstellung der SED. Das SED-Politbüro zwang am 17. Oktober 1989 Erich Honecker, Vorsitzender des Staatsrats seit dem 29. Oktober 1976, am folgenden Tag zurückzutreten.
Am 1. Dezember 1989 strich die Volkskammer den Führungsanspruch der SED aus der Verfassung. Auf dem Außerordentlichen Parteitag am 8./9. und 16./17. Dezember 1989 in Ost-Berlin wurden die Umbenennung in Sozialistische Einheitspartei Deutschlands – Partei des Demokratischen Sozialismus (SED-PDS) und der „unwiderrufliche Bruch mit dem Stalinismus als System“ beschlossen. In dieser Zeit veränderte sich die SED in personeller, organisatorischer und inhaltlicher Sicht stark. Am 4. Februar 1990 trennte sich die SED-PDS vom Namensbestandteil SED; der neue Name lautete Partei des Demokratischen Sozialismus (PDS).
Am 17. Juli 2005 wurde die PDS umbenannt in Die Linkspartei.PDS. Nach der Vereinigung mit der WASG am 16. Juni 2007 gab sich die Partei den Namen Die Linke. Es handelte sich rechtlich um eine Verschmelzung nach dem Umwandlungsgesetz; die Partei selbst nannte den Vorgang Neugründung. In einem Prozess vor der Pressekammer des Berliner Landgerichts 2009 erklärte Bundesschatzmeister Karl Holluba, die Partei Die Linke sei jedoch nach wie vor „rechtsidentisch“ mit der SED.

## Organisation

### Grundorganisation
Die SED organisierte sich hauptsächlich in den Betrieben und Einrichtungen der DDR. Damit unterlag faktisch jeder Bereich des öffentlichen Lebens ihrem Einfluss. Die Anforderungen, die sich daraus für jedes Mitglied ergeben sollten, drückt die Losung „Wo ein Genosse ist, da ist die Partei“ aus. Damit erhielten die Grundorganisationen in den Volkseigenen Betrieben (VEB), Maschinen-Traktoren-Stationen (MTS), Volkseigenen Gütern (VEG) und Landwirtschaftlichen Produktionsgenossenschaften (LPG) ausdrückliches Kontrollrecht über die Tätigkeit der Betriebsleitungen.
Die Parteigruppe bildete die kleinste Organisationszelle der Partei. In ihr wählten die Mitglieder den Parteigruppenorganisator (PGO) als Verantwortlichen für die Parteiarbeit, einen Kassierer, Agitator und, je nach Größe, noch beigeordnete Mitglieder in die Leitung. Waren mehrere Parteigruppen vorhanden, so wurden sie in der Abteilungsparteiorganisation (APO) zusammengefasst, die wiederum eine gesonderte Leitung um den Abteilungsparteisekretär bildete. Die regelmäßig stattfindenden Parteiversammlungen dienten der politischen Diskussion und Schulung. Mehrere APOs oder, in kleineren Einrichtungen, oftmals nur eine Parteigruppe bildeten die Grundorganisation (GO), die von einem Parteisekretär geleitet wurden. In den Wohngebieten gab es für nicht Berufstätige (Hausfrauen, Rentner) die weniger bedeutende Wohnparteiorganisation (WPO) mit analogem Aufbau.

### Parteitag

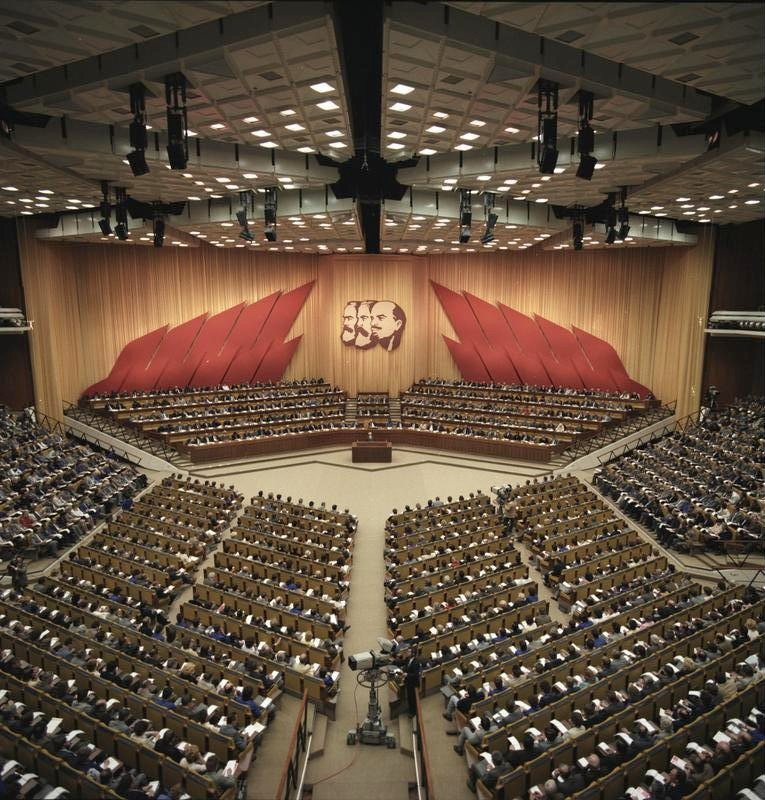
Eröffnung des XI. Parteitages 1986 im Palast der Republik

Der Parteitag der SED war das höchste Parteiorgan.
Parteitage wurden zunehmend stabsplanmäßig vorbereitet, stark inszeniert und sollten immer auch als gesamtgesellschaftliche Ereignisse verstanden werden. Damit gingen sie über den bloßen Charakter von politischen Veranstaltungen weit hinaus. Die Delegierten des Parteitages wurden nach einem vom Zentralkomitee der SED bestimmten Schlüssel in den Grundorganisationen gewählt. Dabei wurde darauf geachtet, dass das Verhältnis von Frauen und Jugendlichen, Mitgliedern staatlicher Massenorganisationen sowie von vorbildlichen Arbeitern gewahrt wurde. Da der Vorschlag für eine Delegierung von Seiten der übergeordneten Leitung an die Grundorganisation herangetragen wurde, fand eine tatsächliche, demokratische Wahl nicht statt.
Eingeleitet wurde der Parteitag durch die Begrüßung der zahlreichen Gäste ausländischer kommunistischer sowie inländischer Blockparteien, den Vertretern von Befreiungsbewegungen und befreundeter Staaten. Im Mittelpunkt stand ein Grundsatzreferat des jeweiligen Generalsekretärs bzw. Ersten Sekretärs. Im Anschluss fand die Diskussion statt, in der längere ergänzende Reden von zuständigen Mitgliedern des Parteiapparates und kürzere Beiträge von ausgewählten Delegierten gehalten wurden. Alle Diskussionsbeiträge wurden langfristig vorbereitet, mehrfach zur Prüfung an übergeordnete Organe eingereicht und immer wieder verändert, sodass sie letztendlich nur noch wenig mit der Meinung des Vortragenden gemein hatten. Diese Reden wurden als Auszeichnung betrachtet und sollten an typischen Beispielen die Umsetzung der Forderungen der Partei verdeutlichen oder nachahmenswerte Initiativen aufzeigen. Während des Parteitages kam immer der Generalsekretär der KPdSU als erster zu Wort, weitere Vertreter der anwesenden Parteien folgten, darüber hinaus wurden Grußadressen verlesen. Auftretende Junge Pioniere, FDJler und Soldaten der NVA, die betont feierlich mit Fahnen einmarschierten, Meldungen an die Delegierten vollzogen und Verpflichtungen übergaben, schufen eine stark emotional geprägte Atmosphäre. Jeder Delegierte fand auf seinem Platz ein kleines Geschenk wie etwa beispielsweise einen Taschenrechner oder ein Kofferradio.
Die Berichterstattung dominierte die gesamte Medienlandschaft der DDR. Neben den ausführlichen Live-Übertragungen wurden in der Aktuellen Kamera Zusammenfassungen gesendet. Das Neue Deutschland druckte als Zentralorgan die Reden des Generalsekretärs der SED sowie der KPdSU, in Zusammenfassung die anderer Gäste und ausgewählte Diskussionsbeiträge. In den Bezirkszeitungen wurde ähnlich verfahren, wobei der Umfang der gedruckten Reden geringer war, dafür aber Stimmen, Verpflichtungserklärungen und Meinungen aus der Bevölkerung breiten Raum einnahmen. Der Dietz-Verlag gab zusätzlich Broschüren mit dem vollen Inhalt der Reden heraus. Während und nach dem Parteitag wurden über die Reden und deren Bedeutung für das gesellschaftliche Leben der DDR in den Grundorganisationen diskutiert.
Im April 1946 wurde am Gründungsparteitag der SED ein jährlicher Turnus der Parteitage festgelegt. Der 2. Parteitag fand tatsächlich 1947 statt, der dritte dann erst 1950. Danach wurden die Parteitage alle vier Jahre, ab 1971 alle fünf Jahre abgehalten. Nach dem 11. Parteitag 1986 hätte die 12. Tagung turnusmäßig 1991 stattfinden sollen. Dieses Parteitagsdatum wurde jedoch im Jahre 1989 auf 1990 vorverlegt. Bedingt durch die Wende und friedlichen Revolution wurde Anfang Dezember 1989 ein kurzfristig anberaumter Sonderparteitag gehalten.

### Parteisekretär
Parteisekretäre wirkten zum größten Teil ehrenamtlich neben ihrer täglichen Arbeit. Ab einer bestimmten Größe der Grundorganisation, die immer auch viele Abteilungsorganisationen und zwischengeordnete Gremien bedingte, wurden hauptamtliche Parteisekretäre gewählt.
Parteisekretäre in sehr großen Kombinaten oder in volkswirtschaftlich bedeutsamen Unternehmen waren gleichzeitig Mitglied in übergeordneten Führungsorganen, bis hin zum Zentralkomitee. Die Aufgabe des Parteisekretärs war die Organisation der politischen Arbeit. Er bereitete die Parteiversammlungen und politischen Schulungen gemeinsam mit der Parteileitung vor, kontrollierte die Einhaltung der Parteibeschlüsse, sorgte für deren Umsetzung, meldete weiter und leitete an. Dazu gehörte auch ein monatlich abzugebender Bericht über „Stimmungen und Meinungen“, in dem das Meinungsbild der Bevölkerung widergespiegelt werden sollte. Da übergeordnete Leitungen darin mitunter eine Kritik ihrer Arbeit fanden, wurden diese vielfältig abgewandelt weitergegeben. Diese Tatsache macht die zunehmende Bürokratisierung des Parteiapparates und das Vorhandensein stalinistischer Tendenzen deutlich. Parteisekretäre wurden monatlich politisch besonders qualifiziert und von Vertretern der übergeordneten Parteigremien, den Instrukteuren angeleitet und kontrolliert. Sie waren auch Mitglieder der staatlichen Leitung und sicherten so die Führungsansprüche der SED in den Betrieben und Verwaltungen ab. Entscheidungen der Leitung wurden in den Parteigremien besprochen und letztendlich beschlossen. Dies bedeutete, dass der staatliche Leiter, sofern er Mitglied der SED war, an die Umsetzung des Beschlusses gebunden wurde.
Die Wahl des Parteisekretärs erfolgte scheinbar demokratisch durch Abstimmung der Mitglieder oder Delegierte, tatsächlich war der Ausgang durch die Benennung geeigneter Kandidaten schon vorbestimmt. Der geringe Handlungsspielraum, der Parteisekretären zur Verfügung stand, verbunden mit Desillusionierung angesichts der erlebten Widersprüche der gesellschaftlichen Entwicklung führte dazu, dass besonders die ehrenamtliche Funktion oft nur unter erheblichem moralischen Druck seitens der übergeordneten Leitungen angenommen wurde.

### Kreisleitung
Die Grundorganisationen eines Kreises waren der SED-Kreisleitung unterstellt. Insgesamt gab es 262 Kreisleitungen, davon zwanzig in zentralen Einrichtungen wie Freie Deutsche Jugend (FDJ), Freier Deutscher Gewerkschaftsbund (FDGB), Ministerium für Auswärtige Angelegenheiten, Ministerium für Außenhandel, Deutsche Reichsbahn, Fernsehen der DDR, größeren Universitäten und den militärischen Organen Ministerium des Innern (MdI), Ministerium für Staatssicherheit (MfS) und Nationale Volksarmee (NVA), die jeweils eine eigene politische Verwaltung hatten.
Die Kreisleitung als Gremium war ein gewähltes, ehrenamtlich agierendes Organ analog zum Zentralkomitee mit Mitgliedern und Kandidaten. Daneben bestand die Verwaltungsinstitution Kreisleitung, die angestellte Mitarbeiter hatte, die aber nicht zwangsläufig Mitglieder des Gremiums Kreisleitung waren, sondern den Parteiapparat verwalteten. Deren 1. Sekretär der SED-Kreisleitung wurde unterstützt vom 2. Kreissekretär, den Sekretären für Wirtschaft, Landwirtschaft, Agitation und Propaganda und dem Vorsitzenden der Kreisparteikontrollkommission. Dieses Sekretariat der Kreisleitung führte die eigentlichen Geschäfte. Weitere Mitglieder des Sekretariats waren in der Regel der Vorsitzende des Rats des Kreises bzw. Rat der Stadt (in kreisfreien Städten), der Vorsitzende der Kreisplankommission, der Vorsitzende des FDGB-Kreisvorstandes und der 1. FDJ-Kreissekretär.
Das Sekretariat der Kreisleitung nahm direkt Einfluss auf die Arbeit der staatlichen Organe, beispielsweise den Rat des Kreises. Grundsätzlich konnten die Parteigremien den staatlichen Organen offiziell „nur“ Empfehlungen in der operativen Arbeit geben, waren allerdings in Kaderfragen (Personalentscheidungen) zustimmungspflichtig. Mitglied der SED-Kreisleitung war stets der Leiter der Kreisdienststelle des MfS. Der 1. Kreissekretär war auch Leiter der Kreiseinsatzleitung, für die Führung des Kreises im militärischen Verteidigungszustand verantwortlich.
Als Kontrollorgane fungierten die Kreisrevisionskommission, die Finanzen und Einhaltung der Beschlüsse kontrollierte, und die Kreisparteikontrollkommission, die innerparteiliche Abläufe prüfte und direkt dem Sekretariat unterstand. Das Zusammentreten der Kreisdelegiertenkonferenz, an der gewählte Vertreter der Grundorganisationen (Parteisekretär und, entsprechend der Größe, mehrere Mitglieder) teilnahmen, war Anlass, Rechenschaft abzulegen, Beschlüsse zu fassen, die Arbeit des Sekretariates und der Kreisleitung zu bestätigen und eine neue Kreisleitung zu wählen. In größeren Orten war eine Ortsleitung und eine Ortsdelegiertenkonferenz zwischen Kreisleitung und Grundorganisationen installiert, um auch Parteimitglieder, die nicht in betrieblichen Grundorganisationen erfasst wurden (Rentner, kleinere Handwerksbetriebe, Freiberufler etc.), zu organisieren. Der Kreisleitung war eine Kreisparteischule zugeordnet.
Ein Bild der Arbeit einer Kreisleitung und ihres 1. Sekretärs zeichnete der thüringische Schriftsteller Landolf Scherzer in seinem Buch Der Erste.
In kreisfreien Städten gab es die Stadtleitung der SED mit nachgegliederten Stadtbezirksleitungen mit Parteigremien in den Betrieben des Territoriums bzw. Wohnparteileitungen (WPO).

### Bezirksleitung

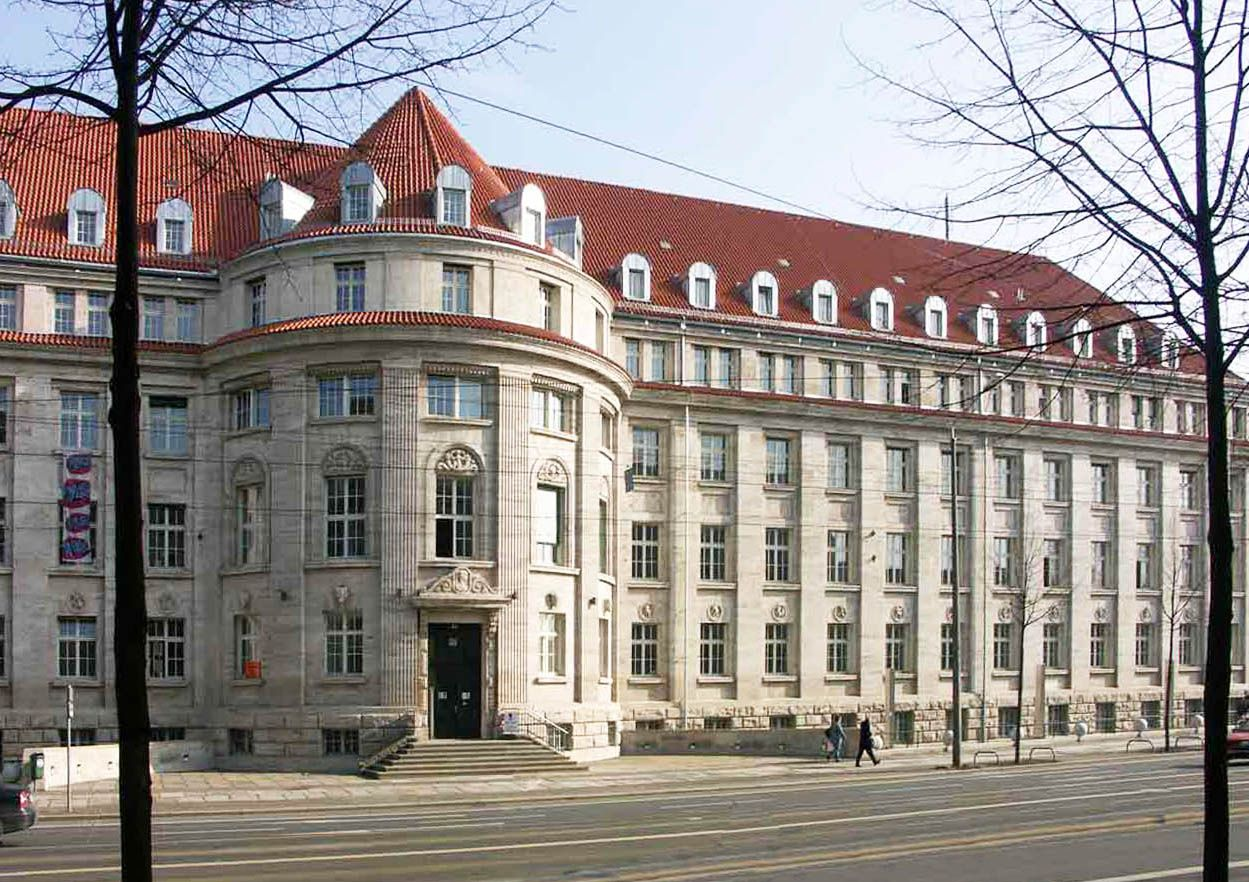
Ehemaliges Gebäude der SED-Bezirksleitung Leipzig

Diese Struktur setzte sich über die 15 Bezirke mit der Bezirksleitung (BL) und deren Sekretariat sowie den oben genannten Kommissionen fort.
Einen Sonderfall stellte die Gebietsparteileitung Wismut dar, deren Verantwortungsbereich sich in diversen regulären Bezirken befand und die den Rang einer Bezirksleitung hatte.
Die Bezirksleitung als Gremium war ein gewähltes, ehrenamtlich agierendes Organ analog zum Zentralkomitee mit Mitgliedern und Kandidaten. Daneben bestand die Verwaltungsinstitution Bezirksleitung, die angestellte Mitarbeiter hatte, die aber selten Mitglieder des Gremiums BL waren, sondern den Parteiapparat verwalteten. Deren 1. Sekretär wurde unterstützt vom 2. Sekretär und dem Sekretariat mit Verantwortlichen für Agitation und Propaganda, Wirtschaft, Wissenschaft, Kultur und Landwirtschaft. Diesem Sekretariat gehörten analog der Kreisleitung die Bezirkschefs von FDJ, FDGB, Bezirksplankommission, Bezirksparteikontrollkommission etc. an. Im allgemeinen Sprachgebrauch wurde keine Unterscheidung zwischen der Bezirksleitung und ihrem Sekretariat, dem eigentlichen Machtzentrum, vorgenommen.
Der Erste Sekretär der Bezirksleitung verfügte über eine beträchtliche Machtfülle im Bezirk, war Mitglied des Zentralkomitees der SED und seltener sogar Kandidat oder Mitglied des Politbüros des ZK der SED. Die 1. Sekretäre wurden wegen ihrer Rolle abfällig Provinzfürsten oder Landesfürsten genannt.
Der Erste Sekretär war zugleich Vorsitzender der jeweiligen Bezirkseinsatzleitung (BEL), die für die Leitung des Bezirks im Verteidigungsfall als Organ des Nationalen Verteidigungsrates zuständig war. Sitz der BEL war in Friedenszeiten in der Regel das NVA-Wehrbezirkskommando. Für den Verteidigungsfall standen gedeckt vorbereitete Ausweichführungsstellen (AFüSt) zur Verfügung. Mitglied der BEL war unter anderem immer der jeweilige Leiter der Bezirksverwaltung für Sicherheit (BfS) des MfS und der Bezirksbehörde der Volkspolizei (BDVP). Dies bedeutete, dass der Leiter der BfS formal dem SED-Bezirkschef unterstellt war, aber in allen operativen Fragen eigene Befehlsgewalt hatte.
Der Bezirksleitung war als Bildungsstätte eine Bezirksparteischule zugeordnet. Ebenso unterstand der BL eine Tageszeitung (beispielsweise die Lausitzer Rundschau der Bezirksleitung Cottbus) mit zahlreichen Lokalredaktionen, die zum Parteibetrieb VOB Zentrag gehörte.
Die 1. Sekretäre der SED-Kreis- und Bezirksleitungen waren jeweils schon Nomenklaturkader, das heißt, sie mussten vor ihrer Wahl in diese Parteifunktion vom ZK der SED, genauer dem Sekretariat des ZK, bestätigt werden.

### Zentralkomitee

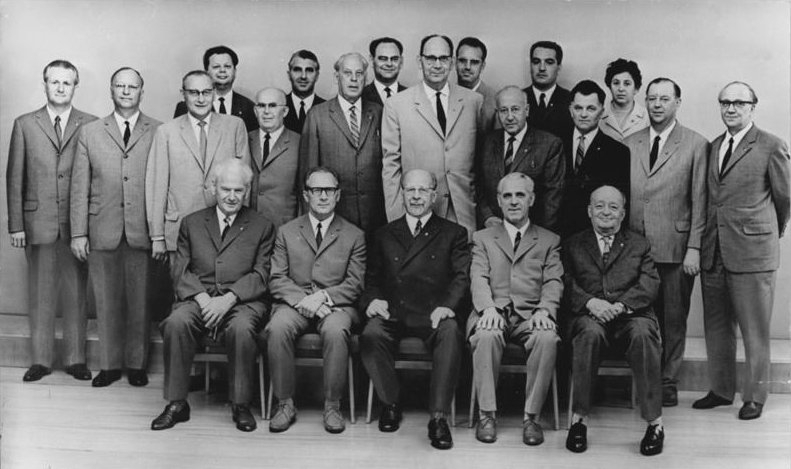
Politbüro des ZK der SED, Mitglieder und Kandidaten (1968)

Das Zentralkomitee (ZK) war das höchste Organ in der Parteistruktur zwischen den Parteitagen. Das Machtzentrum lag dabei beim Sekretariat des ZK, dem ein Generalsekretär (von 1953 bis 1976 Erster Sekretär) vorstand. Dieser führte wiederum den Vorsitz im Politbüro. In der politischen Rangfolge standen die Mitglieder des Politbüros über den Ministern, die ZK-Sekretäre und Abteilungsleiter waren gegenüber den staatlichen Ministern weisungsbefugt. Diese Führungsrolle ergibt sich aus der Verfassung von 1968, in der die Führungsrolle der SED festgeschrieben wurde.
Die Delegierten des III. Parteitags der SED wählten 1950 ein Zentralkomitee nach sowjetischem Vorbild, das an die Stelle des bis dahin paritätischen Parteivorstands trat. Auffallend war im ZK die Dominanz ehemaliger KPD-Mitglieder (62,5 %) über die ehemaligen SPD-Mitglieder (24 %). Von der anfänglichen Parität innerhalb der SED war vier Jahre nach der Vereinigung der Arbeiterparteien wenig übrig geblieben.
1989 bestand das ZK aus 165 Mitgliedern und 57 Kandidaten. Alle hochrangigen Partei- und Staatsfunktionäre der DDR waren – sofern Mitglied der SED – im ZK vertreten. Von Institutsdirektoren über Generaldirektoren wichtiger Kombinate, dem Präsidenten des Schriftstellerverbandes, Generälen bis hin zu verdienten Parteiveteranen waren alle wichtigen Funktionsträger vertreten. Das ZK war – wie die gesamte obere Machthierarchie der DDR – männlich dominiert, der Frauenanteil stieg seit 1950 nie über 15 Prozent.
Die Generalsekretäre bzw. Ersten Sekretäre des ZK der SED waren:
- Walter Ulbricht, 25. Juli 1950 Generalsekretär, 26. Juli 1953 bis 3. Mai 1971 Erster Sekretär
- Erich Honecker, 3. Mai 1971 Erster Sekretär, 22. Mai 1976 bis 18. Oktober 1989 Generalsekretär
- Egon Krenz, 18. Oktober 1989 bis 3. Dezember 1989 Generalsekretär

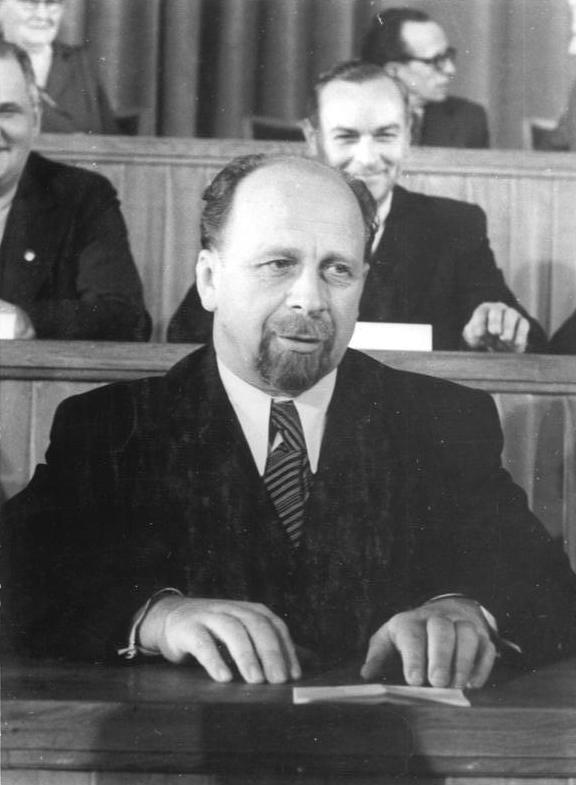
Walter Ulbricht
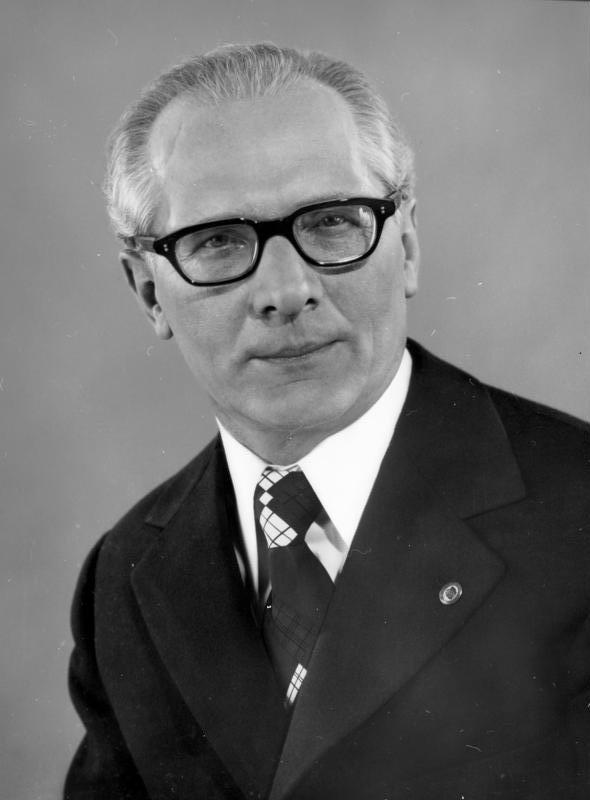
Erich Honecker
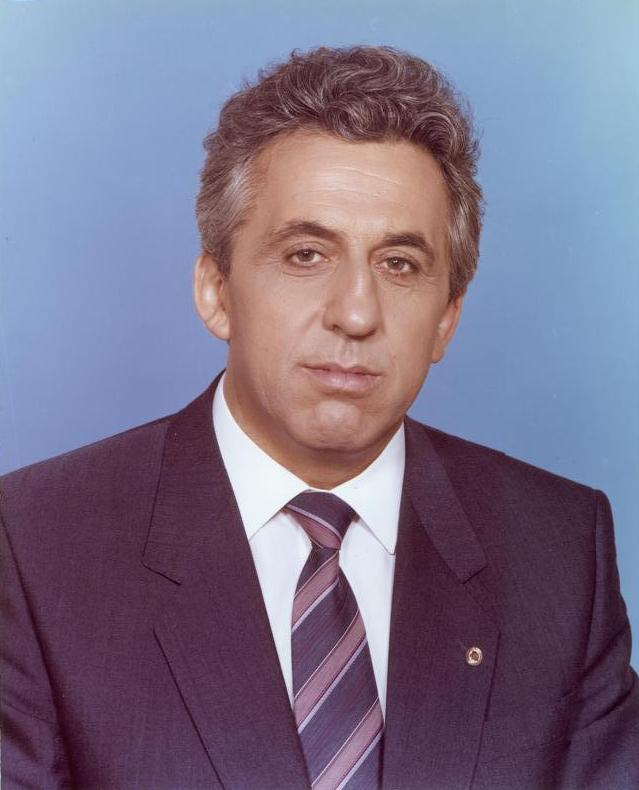
Egon Krenz

Den etwa zehn ZK-Sekretären waren die insgesamt 40 verschiedenen Abteilungen des ZK mit hauptamtlichen Mitarbeitern zugeordnet. Gab es 1970 noch 1.000 Mitarbeiter, waren es 1987 schon 2.000 Mitarbeiter. Eine Abteilung wurde jeweils durch einen Abteilungsleiter und seinen Stellvertreter geleitet, ebenfalls einflussreiche Positionen im DDR-Machtapparat. Jede Abteilung war wiederum in Sektoren gegliedert mit Sektorenleitern, Mitarbeitern und Instrukteuren.
ZK-Mitglieder und Mitarbeiter hatten mit ihren Dienstausweisen freien Zugang zu allen staatlichen und Parteieinrichtungen, eigene Ferienheime und andere Privilegien.
Das ZK der SED hatte zuerst seinen Sitz im Kaufhaus Jonaß, seit 1959 im Haus am Werderschen Markt in Berlin-Mitte.

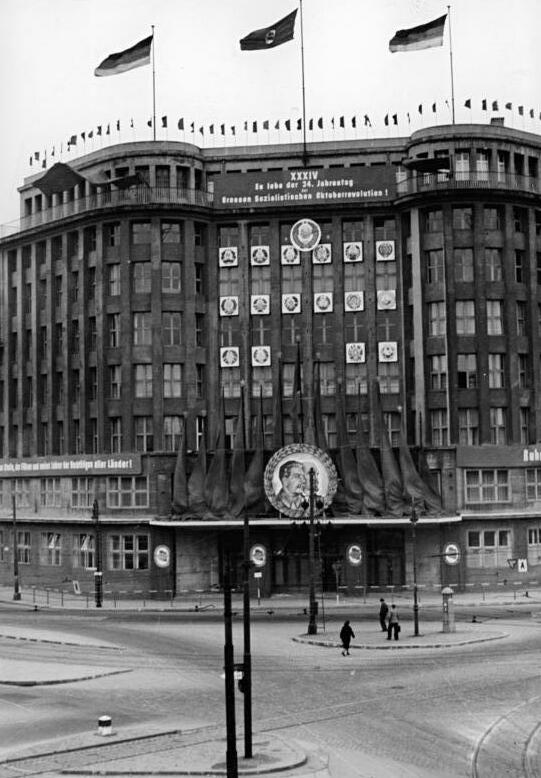
„Haus des Zentralkomitees“ der SED 1951 im ehemaligen Haus der Reichsjugendführung, vormals Kaufhaus Jonaß
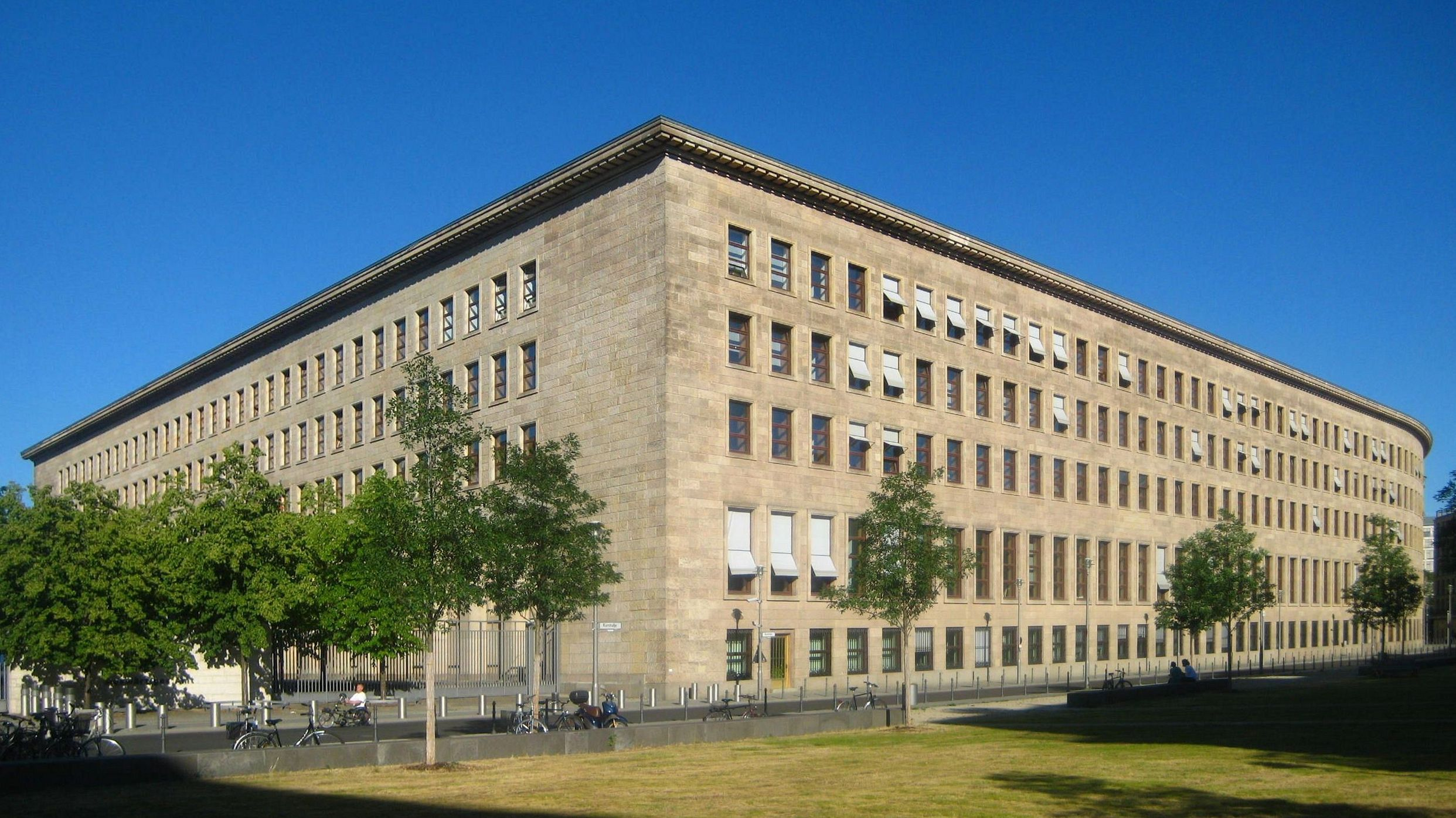
Haus am Werderschen Markt in Berlin, von 1959 bis 1990 Sitz des ZK der SED
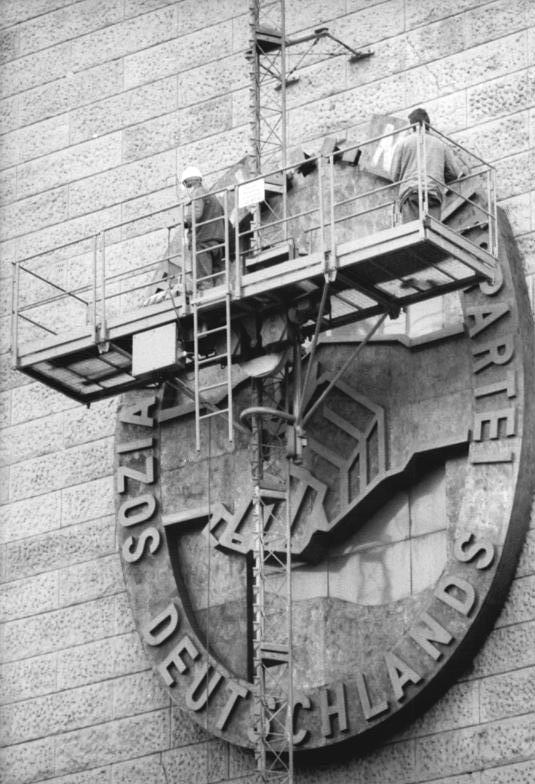
Demontage des SED-Symbols am ehemaligen ZK-Gebäude am Werderschen Markt (Januar 1990)

Das Zentralkomitee wurde oft als „kleiner Parteitag“ bezeichnet, da es gemäß den Parteistatuten in der Zeit zwischen den Parteitagen als höchstes Organ der SED fungierte. Es behandelte die jeweiligen Agenden mehrmals im Jahr in Plenartagungen und segnete die Arbeit des Politbüros ab. Die Anzahl der ZK-Tagungen zwischen den Parteitagen schwankte mitunter sehr stark. Kam es etwa zwischen dem II. und dem III. Parteitag zu 27 Tagungen, so hielt das ZK zwischen dem X. und dem XI. Parteitag nur mehr 12 Tagungen ab. Während unter dem 1. Sekretär Ulbricht noch lebhafte Diskussionen im ZK stattfanden, tagte unter seinem Nachfolger Honecker dieses Gremium nur noch sehr förmlich zweimal im Jahr. Die Tagesarbeit übernahm stattdessen das Politbüro, ein kleiner Zirkel der Sekretäre des ZK und anderer hochrangiger Parteifunktionäre.
Die Zählung der Tagungen des Zentralkomitees zwischen den Parteitagen begann nach einem Parteitag jeweils von Neuem.
So fand die 9. Tagung des ZK nach dem XI. Parteitag am 18. Oktober 1989 statt, bei der Erich Honecker als Generalsekretär, Staatsratsvorsitzender und Vorsitzender des Nationalen Verteidigungsrates abgelöst und durch Egon Krenz ersetzt wurde. Krenz und Erich Mielke hatten am Abend des 16. Oktober 1989 Vorgespräche für die Absetzung Honeckers geführt. In der Sitzung des Politbüros vom 17. Oktober 1989 schlug Willi Stoph als ersten Punkt der Tagesordnung vor: „Entbindung des Genossen Honecker von seiner Funktion als Generalsekretär und Wahl von Egon Krenz zum Generalsekretär“. Günter Schabowski erweiterte den Antrag und forderte die Absetzung Honeckers auch als Staatsratsvorsitzenden und Vorsitzenden des Nationalen Verteidigungsrates. Alfred Neumann wiederum forderte darüber hinaus die Ablösung von Günter Mittag und Joachim Herrmann. Es kam zu einem einstimmigen Beschluss des Politbüros. Dem ZK der SED wurde vorgeschlagen, Honecker, Mittag und Hermann von ihren Funktionen zu entbinden. Bei der nun folgenden 9. Tagung des Zentralkomitees am 18. Oktober 1989 waren 206 Mitglieder und Kandidaten anwesend. Das ZK folgte der Empfehlung des Politbüros. Öffentlich hieß es: „Das ZK hat der Bitte Erich Honeckers entsprochen, ihn aus gesundheitlichen Gründen von der Funktion des Generalsekretärs, vom Amt des Staatsratsvorsitzenden und von der Funktion des Vorsitzenden des Nationalen Verteidigungsrates der DDR zu entbinden.“ Egon Krenz wurde per Akklamation einstimmig zum neuen Generalsekretär der SED gewählt.

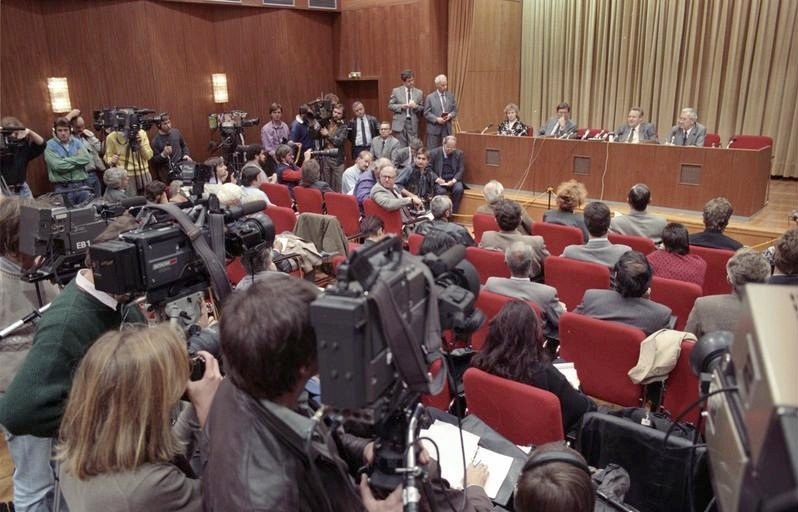
Pressekonferenz während der 10. Tagung des ZK nach dem XI. Parteitag am 9. November 1989, auf dem Podium (v.l.n.r.:) Labs, Banaschak, Schabowski, Beil.

Die 10. Tagung des ZK nach dem XI. Parteitag fand von 8. bis 10. November 1989 statt und stand im Eindruck der großen Umwälzungen in Osteuropa. In der nach dem zweiten Sitzungstag am 9. November 1989 im Gebäude Mohrenstraße 36–37, dem Internationalen Pressezentrum der DDR-Regierung, angesetzten Pressekonferenz verkündete Günter Schabowski jene Reiseregelung, welche zum Öffnen der DDR-Grenzen führte.
Die letzte Sitzung des Zentralkomitees der SED, offiziell die „12. Tagung des ZK nach dem XI. Parteitag“, fand am 3. Dezember 1989 statt, auf der Hans Albrecht, Erich Honecker, Günther Kleiber, Werner Krolikowski, Erich Mielke, Gerhard Müller, Alexander Schalck-Golodkowski, Horst Sindermann, Willi Stoph, Harry Tisch, Herbert Ziegenhahn und Dieter Müller aus der Partei ausgeschlossen wurden. Danach traten Politbüro und ZK geschlossen zurück.

#### Politbüro des Zentralkomitees
Die wichtige Tagesarbeit übernahm das Politbüro, ein kleiner Zirkel hochrangiger Parteifunktionäre, bestehend aus 15 bis 25 Mitgliedern und etwa zehn Kandidaten (Mitglieder ohne Stimmrecht), darunter die etwa zehn Sekretäre des ZK. Der Generalsekretär des ZK der SED führte zugleich den Vorsitz im Politbüro. Die offizielle Regierung, der Ministerrat der DDR, hatte die Beschlüsse des Politbüros nur noch über die Ministerien nach unten umzusetzen. Dabei wurde der Ministerrat ständig von den Parteigremien kontrolliert, wodurch diese die laut DDR-Verfassung „führende Rolle der Partei“ sicherstellten. Die Vorsitzenden des Ministerrates und der Präsident der Volkskammer waren, sofern SED-Mitglieder, auch Mitglieder des Politbüros.
In der Praxis wurden nur noch die umfangreichen, vom Sekretariat und den Abteilungen des ZK erarbeiteten Vorlagen von den Mitgliedern meist einstimmig beschlossen, die den Mitgliedern zuvor per Kurier zum Aktenstudium zugestellt worden waren. Dabei verließ man sich meist auf die Beschlussempfehlung des für das jeweilige Fachgebiet zuständigen Politbüromitglieds, ohne anderen in ihr Fachgebiet hinein zu reden – dies vor allem dann, wenn der Generalsekretär auf der Vorlage bereits vorab sein Einverständnis notiert hatte. Übergreifend konnte nur er eingreifen. Kontroverse Diskussionen gab es kaum, der Generalsekretär behielt sich das Letztentscheidungsrecht vor. Insbesondere Abstimmungen zu Sicherheitsfragen waren tabu, diese wurden direkt zwischen dem jeweiligen Minister und dem Generalsekretär streng vertraulich geregelt. Zu speziellen Themen wurden leitende Kader wie Generaldirektoren, Institutsdirektoren, Minister oder Staatssekretäre zur Verteidigung ihrer Entscheidungsvorlage vorgeladen.
Das Politbüro tagte jede Woche dienstags ab 10 Uhr für etwa zwei Stunden in der zweiten Etage des Zentralkomitee-Gebäudes, eröffnet und geschlossen wurden die Sitzungen, die nach Günter Schabowski in einer „Klassenzimmeratmosphäre“ stattfanden, vom Generalsekretär. Außerhalb der Sitzungen und in der Urlaubszeit kam es auch zu Beschlüssen im Umlaufverfahren, das heißt, eine Unterschriftenmappe wurde von den Mitgliedern zustimmend abgezeichnet.
Die herausgehobene Rolle des Politbüros im Machtgefüge der DDR zeigt sich u. a. auch daran, dass für die Mitglieder und Kandidaten dieses Gremiums bis 1989 eine eigene geschlossene Wohnanlage (die Waldsiedlung Wandlitz) sowie eine eigene Ehrengrabstätte (die Gedenkstätte der Sozialisten) vorgesehen waren.
Kommissionen und Arbeitsgruppen beim SED-Politbüro und deren Leiter in den 1980ern:
- Agitationskommission: Joachim Herrmann
- Außenpolitische Kommission: Hermann Axen
- Kommission Asien, Afrika und arabischer Raum: Günter Mittag
- Kaderkommission: Fritz Müller
- Kulturkommission: Kurt Hager
- Kommission der Leiter gesellschaftswissenschaftlicher Institute beim ZK der SED: Kurt Hager
- Frauenkommission: Ingeburg Lange
- Jugendkommission: Egon Krenz (vorher Kurt Turba)
- Wirtschaftskommission: Günter Mittag (tagte alle 14 Tage montags)
- Arbeitsgruppe Zahlungsbilanz: Günter Mittag

Bis 1960 gab es beim SED-Politbüro auch eine Sicherheitskommission (Leiter: Paul Verner), die 1960 durch den Nationalen Verteidigungsrat ersetzt wurde.
Für die unterstützende administrative Arbeit gab es ein Büro des Politbüros (1946–1949: Büro des Zentralsekretariats), seine Leiter waren:
- Richard Gyptner (Ex-KPD) und Fritz Schreiber (Ex-SPD) (paritätisch, 1946–1949)
- Rudolf Thunig (1949–1953)
- Otto Schön (1950–1968)
- Gisela Glende (1968–1986)
- Edwin Schwertner (1986–1989)

#### Sekretariat des Zentralkomitees

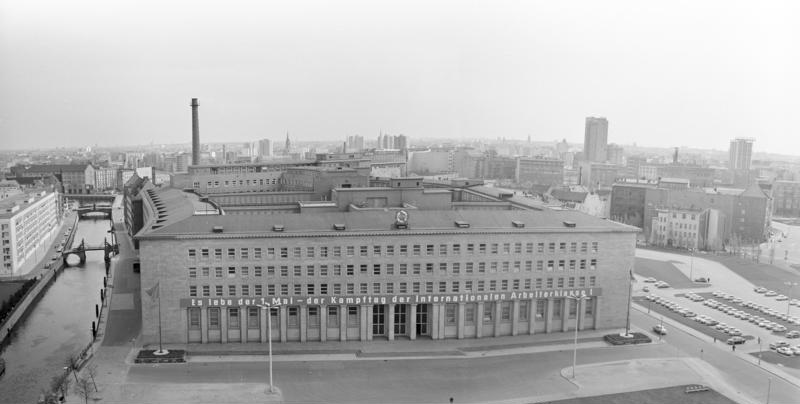
Gebäude des ZK und Politbüros der SED 1959–1990 am Marx-Engels-Platz, Berlin-Mitte am Werderschen Markt in Ost-Berlin (1967)

Das Sekretariat des ZK tagte jeweils am Mittwoch, um als Planungsstab die am Vortag getroffenen Entscheidungen des Politbüros umzusetzen und dessen nächste wöchentliche Sitzung vorzubereiten. Es bestand aus den Sekretären des ZK der SED. Entscheidende Bedeutung hatte das Sekretariat bei der Auswahl der Nomenklaturkader, dies waren die etwa 300 höchsten Positionen in Partei und Staat, die vor ihrer Neubesetzung durch das ZK-Sekretariat zustimmungspflichtig waren.
Die praktische Arbeit wurde von den diversen Abteilungsleitern und ihren Mitarbeitern geleistet. ZK-Sekretär Joachim Herrmann waren beispielsweise die drei Abteilungen Agitation, Propaganda und Befreundete Parteien unterstellt. Die Abteilung Agitation war für die Organisation und Lenkung der Massenmedien verantwortlich sowie wichtigste Zensurbehörde der DDR.

### Vorsitzender der SED
Anders als kommunistische Parteien, die nach dem stalinistischen Modell errichtet worden waren – Stalin hatte sein Amt des Generalsekretärs, nach dem Tod des Vorsitzenden Lenin zum Führungsamt ausgebaut –, kannte die SED grundsätzlich auch die Funktion eines Vorsitzenden. Doch lag die tatsächliche Macht von Anfang an auch hier beim Generalsekretär; 1954 wurde das Amt ersatzlos abgeschafft. 1971 wurde es als machtloses Ehrenamt ohne Grundlage in den Statuten unter der Bezeichnung Ehrenvorsitzender für Walter Ulbricht neu geschaffen.
Liste der Vorsitzenden:
- Wilhelm Pieck, 1946–1954, Ko-Vorsitz (Ex-KPD), Staatspräsident
- Otto Grotewohl, 1946–1954, Ko-Vorsitz (Ex-SPD), Ministerpräsident
- Walter Ulbricht, 1971–1973, Staatsratsvorsitzender
- Gregor Gysi, 9.–17. Dezember 1989

## Rolle der SED in der Gesellschaft und Innenpolitik der DDR
Das erklärte politische Ziel der SED, die Errichtung und Erhaltung der Diktatur des Proletariats konnte aus ihrer Sicht nur dadurch sichergestellt werden, dass alle gesellschaftlichen Bereiche ständiger Kontrolle und Einflussnahme unterlagen. Mit der Doktrin der Führungsrolle der Partei sollte es gelingen, die Fäden des politischen, geistigen und wirtschaftlichen Lebens in den parteilichen Machtzentren zusammenlaufen zu lassen. Abgeleitet aus dem Kommunistischen Manifest von Marx und Engels wurde dieser Führungsanspruch letztlich seit 1968 in der Verfassung der DDR (Abschnitt I, Kapitel 1, Artikel 1) verankert:

„Die Deutsche Demokratische Republik ist ein sozialistischer Staat […] unter Führung […] ihrer marxistisch-leninistischen Partei.“

## Rolle der SED in der internationalen Politik
Die Außenpolitik der SED verfolgte anfangs vor allem das Ziel einer Anerkennung der DDR als souveränem Staat, später standen wirtschaftliche Ziele im Vordergrund. Die SED verfolgte dabei innerhalb des kommunistischen Parteienspektrums Westeuropas eine durchaus eigenständige Außenpolitik mit Beziehungen zu den „Bruderparteien“ – anders als etwa die italienische oder französische Kommunistische Partei übte die SED keinerlei Kritik an Moskaus Außenpolitik. So wurde etwa von Italiens KP der Einmarsch des Warschauer Paktes in die CSSR 1968 und Niederschlagung des Prager Frühling heftig kritisiert, während die DDR unter ihrer SED-Regierung den Einmarsch logistisch unterstützte. Darunter litt die Beziehung zu den Italienern zunächst, sie wurde jedoch aus ökonomischen Gründen und wegen des Werbens um Anerkennung der DDR in Westeuropa beibehalten.

## Westarbeit
Die SED versuchte auf verschiedene Weise Einfluss auf die Politik der Bundesrepublik zu nehmen. Im Rahmen ihren Westarbeit finanzierte sie insgeheim verschiedene Parteien und Organisationen, darunter die Kommunistische Partei Deutschlands (KPD) bis zu deren Verbot 1956, den Bund der Deutschen, die Sozialistische Einheitspartei Westberlins (SEW), die Deutsche Friedens-Union, die Vereinigung der Verfolgten des Naziregimes und die 1968 gegründete Deutsche Kommunistische Partei (DKP).
Verantwortlich für die Finanzierung war die Abteilung Finanzverwaltung und Parteibetriebe des ZK der SED unter Karl Raab, ab 1982 unter Heinz Wildenhain. Dieser ließ am 10. November 1989, einen Tag nach dem Fall der Berliner Mauer, große Mengen Akten über diese Aktivitäten vernichten.

## Mitglieder

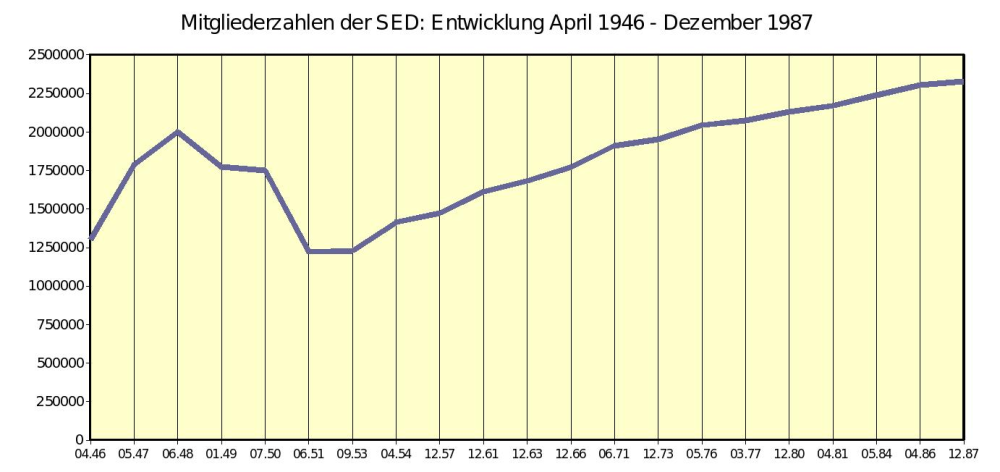
Entwicklung der Mitgliederzahlen April 1946 bis Dezember 1987

Zum Zeitpunkt des Vereinigungsparteitags gab es laut den offiziellen Statistiken 679.159 SPD-Mitglieder und 619.256 der KPD, sodass die Partei 1.298.415 Mitglieder angab. Diese Zahl wurde von Beginn an angezweifelt, insbesondere weil rund 200.000 ehemalige SPD-Mitglieder nicht in die SED eintraten; viele davon stillschweigend durch Nichtzahlung des Beitrags, wodurch sie weiter mitgezählt wurden. Bis September 1947 stieg die Zahl der SED-Mitglieder stark bis auf 1.766.198 an. Ab Oktober wurde diese um Karteileichen bereinigt, dadurch verringerte sich die Mitgliederzahl im Folgejahr trotz über 70.000 Neuzugängen um 20.000. Im nächsten Jahr sank die Mitgliederzahl im Saldo um weitere 169.944.
In der Parteiführung war man auf der einen Seite besorgt über den Mitgliederrückgang, während andererseits auch kein unkontrolliertes Anwachsen gewünscht war. Ausdruck dessen war die 1949 eingeführte Kandidatenzeit von zwei Jahren. Politisch gewollt war es, den Einfluss alter Parteikader aus SPD und KPD zu verringern. Tatsächlich waren dann auch schon Ende 1951 nur noch weniger als 16 % der Mitglieder schon vor 1933 in einer der Vorgängerparteien oder deren Jugendorganisationen politisch in der Arbeiterbewegung organisiert.
Im Sommer 1946 öffnete sich die SED im Vorfeld des Wahlkampfes zu den Gemeinde- und Landtagswahlen in der sowjetischen Besatzungszone und zur Berliner Stadtverordnetenversammlung, bei dem sie offensiv die Rolle ehemaliger Nazis in anderen Parteien thematisierte, für ehemalige „nominelle“ Mitglieder der NSDAP. Am 15. Juni 1946 fasste das Zentralsekretariat den grundlegenden Beschluss zur Öffnung der Partei für „nominelle Pgs“ und hob damit einen Unvereinbarkeitsbeschluss auf. Die Aufnahme konnte nun nach „individueller Beurteilung in den Parteiorganisationen“ erfolgen; bei der Entscheidung berücksichtigt werden sollten insbesondere Jugendliche und „die aktive Betätigung des Betreffenden gegen Hitler“. Nach dem 17. Juni 1953, in dessen Folge es bis zum März 1954 zu 23.173 Parteiausschlüssen kam, wurde von der Abteilung Parteiorgane des Zentralkomitees einmalig auch der Anteil ehemaliger NSDAP-Mitglieder an der SED-Mitgliedschaft ermittelt. Demnach hatten zu diesem Zeitpunkt 8,7 % (106.377) der SED-Mitglieder und -Kandidaten vor 1945 der NSDAP angehört. Regional war dieser Anteil aus bislang nicht abschließend geklärten Gründen sehr ungleichmäßig verteilt; in Berlin lag er bei lediglich 4 Prozent, in Thüringen in einzelnen Kreisorganisationen dagegen bei bis zu 25 Prozent. Diese SED-Mitglieder mit NS-Vergangenheit lassen sich nach dem Forschungsstand von 2021 in der Hauptsache zwei Gruppen mit unterschiedlichen Profilen zuordnen. Zum einen handelte es sich um jüngere Männer, die nach einer Vergangenheit in der Hitlerjugend während des Zweiten Weltkrieges Mitglieder der NSDAP geworden waren, zum anderen um Leitungspersonal in Betrieben und Verwaltungen, das von der Entnazifizierung nicht erfasst worden war. Die Integration der zuletzt genannten Gruppe war mit erheblichen Spannungen verbunden; vor allem während der 1950er Jahre kam es immer wieder zu „Konflikten zwischen Altkommunisten und Wirtschaftsfunktionären“, die „als ehemalige NSDAP-Mitglieder der SED beigetreten waren und weiterhin wie lokale Honoratioren auftraten“. Ehemalige NSDAP-Mitglieder konnten in der SED weiterhin hohe Posten erlangen, so wurden Anfang der 60er Jahre mit Werner Wittig und Fritz Müller zwei ehemalige Nazis 1. Sekretär der SED-Bezirksleitung Potsdam respektive Leiter der ZK-Abteilung Kader.
Zu Beginn der 1950er Jahre sank die Zahl der Mitglieder weiter mit jährlichen Verlusten im zweistelligen Prozentbereich. Die meisten wurden aus der Parteiliste gestrichen, weil sie den Beitrag nicht zahlten. Dies war eine beliebte Möglichkeit stillschweigend auszutreten, da man dadurch inquisitorische Fragen nach den Gründen vermeiden konnte. Der absolute Tiefstand wurde 1952 mit 1.125.691 Mitgliedern erreicht.
| Jahr | Arbeiter | Bauern | Angestellte | „Intelligenz“ |
| ---- | -------- | ------ | ----------- | ------------- |
| 1946 | 54,2     | 5,4    | 17,5        | 3,7           |
| 1947 | 49,5     | 6,0    | 19,1        | 4,1           |
| 1948 | 47,7     | 5,8    | 20,3        | 4,3           |
| 1949 | 45,9     | 6,0    | 20,6        | 4,9           |
| 1950 | 42,5     | 5,9    | 22,3        | 5,8           |
| 1951 | 41,2     | 4,6    | 29,3        | 4,5           |
| 1952 | 39,6     | 4,5    | 31,8        | 4,8           |
| 1953 | 39,0     | 4,5    | 32,4        | 5,2           |
| 1956 | 34,3     | 5,0    | 32,8        | 8,9           |
| 1959 | 33,7     | 5,3    | 33,2        | 8,8           |
| 1960 | 34,3     | 6,4    | 32,3        | 8,7           |

Die soziale Zusammensetzung der Mitglieder unterlag von Anfang an einem starken Wandel. Ab 1946 nahm der Anteil der Arbeiter unter den Mitgliedern, der 1946 noch fast 55 % betragen hatte, beträchtlich ab. 1959 war der Anteil der Angestellten mit ebenfalls rund einem Drittel fast genauso hoch wie der der Arbeiter. Obwohl die Mitgliederwerbung unter Arbeitern weiter intensiv betrieben wurde zeigt sich darin die Funktion der SED als dominierende Staats- und Verwaltungspartei. Für diese war es wichtig, dass möglichst alle Funktionen in der Verwaltung und der Wirtschaft politisch von ihr beherrscht wurden. Um äußerlich den Anschein einer Arbeiterpartei zu erhalten, wurden aufgrund eines Sekretariatsbeschlusses ab 1962 hauptamtliche Funktionäre der Partei und ihrer Organisationen und auch bewaffneter Organe als in der Statistik als Arbeiter aufgeführt. Somit ist diese für die Folgejahre wenig aussagefähig. Es gelang der Partei nie, eine breitere Verankerung in der Arbeiterschaft zu erreichen.
Der Frauenanteil in der Partei lag, bedingt durch die deutsche geschichtliche Entwicklung, in der nur wenige Frauen in Parteien organisiert waren, 1950 bei 21,5 % und konnte bis 1960 trotz aller Versuche der Parteiführung ihn zu erhöhen nur unwesentlich auf 23,5 % erhöht werden. Die SED war in ihren Anfangsjahren, wie schon ihre Vorgängerparteien, in Relation zur Gesamtbevölkerung überaltert. Gegründet wurden die meisten Parteien von Altmitgliedern aus der Zeit vor 1933 und insgesamt war die Bereitschaft jüngerer Männer, sich nach Krieg und oft Gefangenschaft politisch zu betätigen gering, so dass 1946 nur 8,8 % der Mitglieder jünger als 30 Jahre war. Nachdem sich dieser Wert, bedingt durch intensive Anwerbung jüngerer Mitglieder, bis 1948 auf 16,7 % erhöht hatte, sank die relative Zahl jüngerer Mitglieder bis 1960 auf 9,3 % der bis 25-jährigen unter Berücksichtigung des von 21 auf 18 vorverlegten Eintrittsdatums. Im weiteren Bestehen gelang es der SED verstärkt jüngere Mitglieder aufzunehmen. 1970 waren 19,4 % und 1986 23,6 % der Mitglieder jünger als 30 Jahre. Zurückzuführen ist das darauf, dass Parteimitglieder bessere gesellschaftliche und berufliche Aufstiegschancen hatten. besonders Parteifunktionäre, die als Staats- und Wirtschaftskader als politische Bürokraten agierten, genossen materielle und immaterielle Vorteile, zu denen die Mehrheit der Bevölkerung keinen Zugang hatte.
Im Juni 1971 hatte die Partei 1.909.859 Mitglieder. Insbesondere vor Parteitagen wurde in den Folgejahren die Mitgliederwerbung intensiviert und 1975 waren es erstmals über zwei Millionen Mitglieder und Kandidaten. 1987 erreichte der Mitgliederstand seinen Höchstwert mit 2.328.331. Das entsprach ungefähr jedem sechsten DDR-Bürger über 18 Jahren.
1989 begann sich der Abwärtstrend schon im ersten Halbjahr abzuzeichnen, in dem schon Tausende ihre Mitgliedschaft kündigten. Im Sommer verstärkte sich dieser Trend mit ungefähr 100.000 Austritten zwischen August und Oktober. In einer zweiten Austrittswelle in den Monaten Oktober/November folgten weitere 220.000, bevor eine regelrechte Flucht aus der Partei begann, in der bis Ende Januar 1990 insgesamt 907.480 die SED verließen.
Klaus Schroeder bezeichnet die DDR als Land der „kleinen Leute“, da Personen bürgerlicher Herkunft kaum Aufstiegschancen hatten, und deshalb insbesondere in der Führungsebene ehemalige „kleine Leute“ regierten. Diese sicherten nach ihrem Aufstieg für sich und ihre Klasse Privilegien.

### Parteialltag
Die SED hatte zuletzt etwa 2,3 Millionen Mitglieder, während die Gesamtbevölkerung der DDR 16,8 Millionen Menschen umfasste, davon etwa 8 Millionen Erwerbstätige. Allein 339.000 Mitglieder, also 15 Prozent, waren 1981 Nomenklaturkader, das heißt hohe leitende Partei- oder Wirtschaftsfunktionäre.
In der DDR war der Begriff Die Partei als Synonym für die SED gebräuchlich und wurde dort zum geflügelten Wort. Der Name der 2004 gegründeten Satirepartei Die PARTEI spielt darauf an.
In den späten 1980er Jahren der DDR wurde es, bedingt durch zunehmende Widersprüche zwischen der erlebten gesellschaftlichen Wirklichkeit und der verkündeten Theorie, immer schwieriger, insbesondere junge Menschen zum Parteieintritt zu bewegen. Während einige den beruflichen Aufstieg durch eine Parteimitgliedschaft fördern wollten oder damit gedrängt wurden – so wurde es Meisteranwärtern nahegelegt, in die SED einzutreten –, war es gerade für die Verantwortlichen schwierig, die geforderte Anzahl Arbeiter zu werben. In den Kreisen der künstlerischen Intelligenz und in der Ärzteschaft galt es traditionell eher als befremdlich, „Genosse“ zu sein, aber Spitzenpositionen waren auch dort an ein „Bekenntnis zur Partei“ gekoppelt.
Für die SED arbeiteten etwa 44.000 hauptamtliche Mitarbeiter und 300.000 nebenamtliche Mitarbeiter, darunter 100.000 Parteisekretäre, wobei zumindest die einfachen Mitarbeiter lediglich knapp durchschnittlich zu einem vergleichbaren Wirtschaftskader bezahlt wurden.

#### Aufnahme

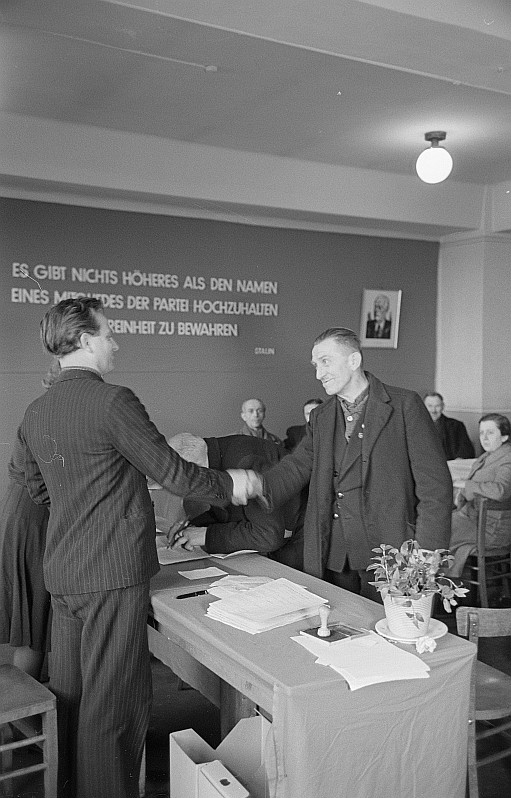
Neues SED-Mitglied erhält sein SED-Mitgliedsbuch (1951).

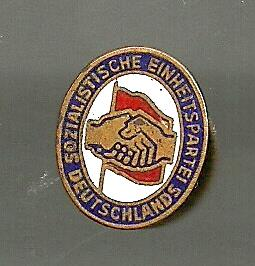
Parteiabzeichen der SED mit Knopflochverschraubung

Die Aufnahme in die SED erfolgte ab dem vollendeten 18. Lebensjahr. Es bedurfte eines schriftlichen begründeten Antrags auf Mitgliedschaft als „Kandidat der SED“, der von zwei Bürgen unterstützt werden musste, die langjährige Mitglieder der SED waren und den Antragsteller kannten. Die Kandidatenzeit dauerte für „Angehörige der Arbeiterklasse“ ein Jahr, für andere länger.
In dieser Zeit hatte der Kandidat die Pflicht und das Recht, an allen Parteiversammlungen der zuständigen Grundorganisation ohne Stimmrecht teilzunehmen. Es erfolgte eine spezielle Kandidatenschulung, und oftmals wurden Kandidatenaufträge vergeben. Sie hatten zum Beispiel folgende Form:

„Der Genosse XYZ sichert eine hohe Ordnung in seiner Abteilung.“

„Gemeinsam mit dem Genossen ABC hält Genosse XYZ Kontakt zur Patenklasse und führt zwei Veranstaltungen im Rahmen der Patenschaftsarbeit durch.“

„Als Mitglied der Kampfgruppe des Kombinates erfüllt Genosse XYZ alle ihm übertragenen Aufgaben mit hoher Qualität und Einsatzbereitschaft.“

Nach Ablauf der Kandidatenzeit wurde in der Parteigruppe abgestimmt, ob die Aufnahme als Mitglied erfolgen sollte, wobei es auch zu Ablehnungen oder Verlängerung der Kandidatenzeit kam. Allerdings war dies sehr selten und häufig mit Kritik an der Grundorganisation seitens übergeordneter Leitungen verbunden. Der betreffende Kandidat musste mit Benachteiligungen und Anfeindungen im Berufsleben rechnen.
Für die Aufnahme war die Angehörigkeit zu sozialen Schichten oder Klassen durchaus maßgebend. Es bestanden festgeschriebene Mitgliederverhältnisse von Arbeitern, Angestellten, Genossenschaftsbauern, Mitgliedern der sozialistischen Intelligenz, Handwerkern und Freiberuflern. Während Arbeiter und Genossenschaftsbauern praktisch ohne Beschränkung in die „Arbeiterpartei“ SED eintreten durften, ja sogar gezielte Werbeaktionen durchgeführt wurden, war es unter Umständen für einen Angehörigen der Intelligenz (insbesondere Lehrer) besonders dann schwer in die SED aufgenommen zu werden, wenn sich gerade die Mitgliederverhältnisse nicht in der gewünschten Übereinstimmung befanden. Teilweise mussten sich diese weniger gewünschten Schichten jahrelang mit dem Kandidatenstatus begnügen. 1986 wurden 58,2 % aller Mitglieder als „Arbeiter“ eingestuft, tatsächlich Produktionsarbeiter waren aber nur 37,9 %. Angehörige der Intelligenz waren offiziell nur 22,4 % und Rentner 14 % aller Mitglieder.
In der Praxis kam es zu den abenteuerlichsten Verbiegungen, um noch als gewünschter Arbeiter zu gelten. So galt der Generaldirektor eines Betriebes, wenn er vor 40 Jahren seine Karriere als Arbeiter begonnen hatte, zeitlebens als Arbeiter.
Bei erfolgreicher Aufnahme wurden dem neuen Genossen die Dokumente, das heißt Mitgliedsausweis, Parteiprogramm und Parteistatut (zwei kleine rote Büchlein, Format etwa DIN A6) feierlich übergeben. Der Verlust des Mitgliedsausweises „Parteidokument“ galt als grobe Verfehlung, da er ja dem „Klassenfeind“ in die Hände fallen konnte, und wurde mindestens mit einer Rüge geahndet. In den Anfangsjahren mussten die Genossen den Ausweis ständig bei sich tragen. In den harten Zeiten des Kalten Krieges der 1950er Jahre wurde noch wesentlich stärker auf Parteidisziplin geachtet, und der Ausschluss des betreffenden Genossen wäre sicher gewesen.
Beschlüsse wurden nach Diskussion meist einstimmig gefasst, Stimmenthaltung war laut Parteistatut nicht vorgesehen. Die Diskussionen wurden auch von unten nach oben immer einsilbiger, bis es auf den Parteitagen nur noch zur Verlesung vorher schriftlich eingereichter und genehmigter „Diskussionsbeiträge“ kam.

#### Ende der Mitgliedschaft
Die Mitgliedschaft in der SED endete durch Ausschluss, Austritt (Streichung) oder Tod. Ein Austritt war jedoch faktisch nicht möglich, da der betreffende abtrünnige Genosse einfach vorher ausgeschlossen wurde. Dies wurde dann als Streichung bezeichnet. Parteistrafen wie Rüge, Strenge Rüge und Ausschluss wurden durch die Parteikontrollkommissionen auf allen Parteiebenen verhängt, die über die „Einheit und Reinheit“ der Partei streng zu wachen hatten. In ihren Untersuchungen arbeiteten die Parteikontrollkommissionen eng mit staatlichen Organen wie der Volkspolizei zusammen.
Vorsitzende der Zentralen Parteikontrollkommission (ZPKK) beim ZK der SED:
- Hermann Matern (Ex-KPD) und Otto Buchwitz (Ex-SPD) (paritätisch, 1948–1950)
- Hermann Matern (1950–1971†)
- Erich Mückenberger (1971–1989)
- Werner Eberlein (1989)

Mit Rügen wurden auch „moralische Verfehlungen“ wie Ehebruch, die eines Parteimitgliedes im öffentlichen und persönlichen Leben nicht würdig waren, geahndet. Eine strafrechtliche Verurteilung führte zum Parteiausschluss.
| Jahr | Parteistrafen | Ausschlüsse | Streichungen |
| ---- | ------------- | ----------- | ------------ |
| 1987 | 19.470        | 7.516       | 1.349        |
| 1988 | 22.998        | 10.849      | 1.956        |

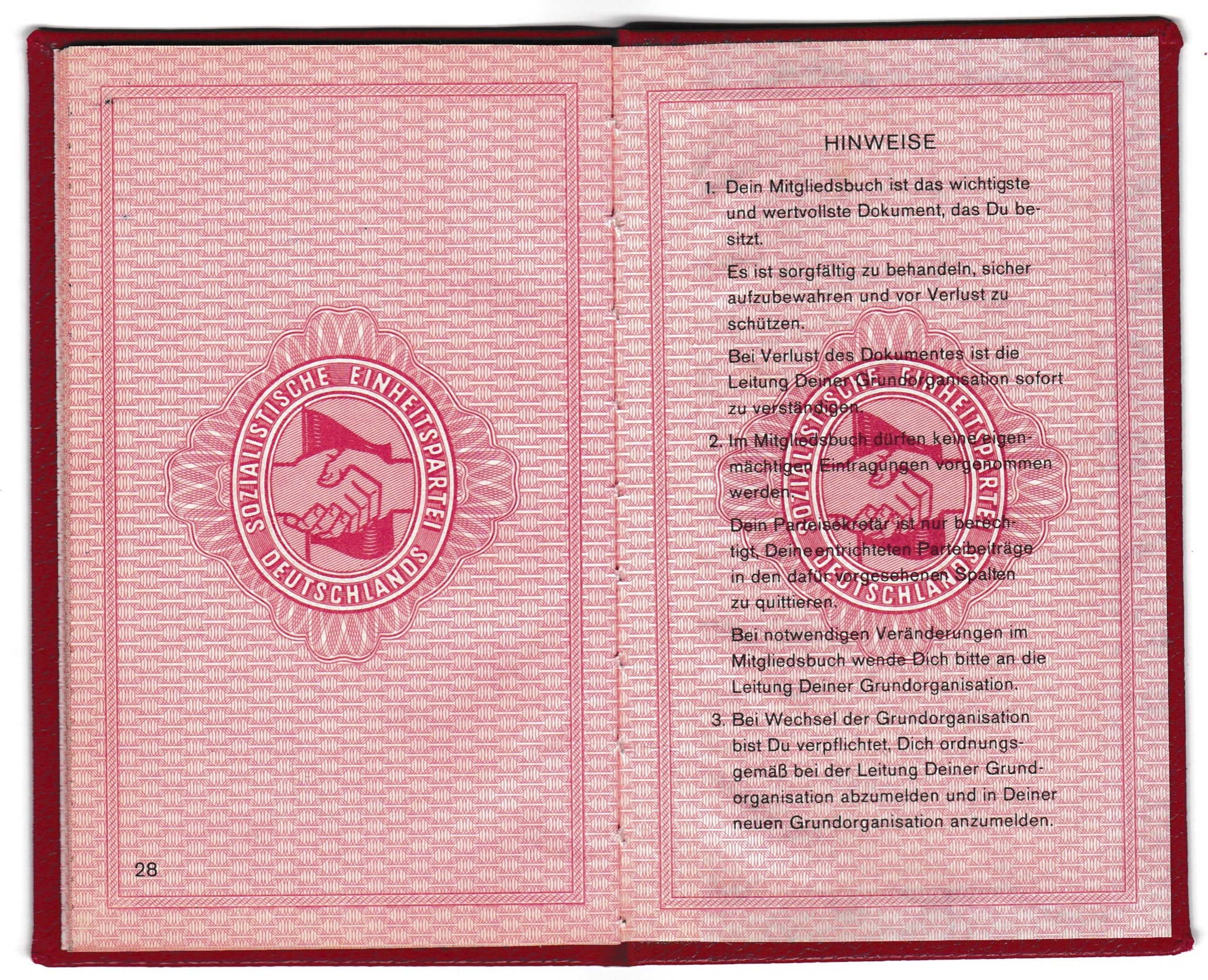
Parteibuch, letzte Seite mit Hinweisen.

Eine Sonderform, seine Parteimitgliedschaft wieder zu verlieren, war der etwa alle zehn bis fünfzehn Jahre stattfindende Umtausch der Parteidokumente, das heißt, es wurde ein neuer Mitgliedsausweis ausgegeben. Dies war mit einer umfassenden innerparteilichen Diskussion und „Reinigung“ verbunden, in der „unzuverlässige“ Genossen nicht wieder in die Partei kamen, es erfolgte sozusagen ein „kalter Ausschluss“ mit der Streichung von der Mitgliederliste. So wurden zum Beispiel zwischen Januar und Juli 1951 ca. 22 % der Mitglieder wegen ‚ideologischer Unreife‘ ausgeschlossen. Der letzte Umtausch war im Herbst 1989 kurz vor dem Ende der DDR geplant. Er ging einher mit persönlichen Gesprächen in den Grundorganisationen. Die Herbstereignisse ließen den Umtausch platzen, und es wurden keine neuen Parteidokumente mehr ausgegeben. Sie waren jedoch bereits in den Kreisleitungen vorhanden und ausgestellt.

#### Parteiversammlung
Als Mitglied der SED nahm man an den Parteigruppenversammlungen beziehungsweise Mitgliederversammlungen der Betriebsparteiorganisationen (BPO) oder bei nicht Erwerbstätigen/Rentnern der Wohngebietsparteiorganisationen (WPO) teil. Man konnte gewählt werden und wählen. Kandidaten hatten nur beratende Stimme. In den Versammlungen gab es eine Tagesordnung und ein Versammlungsprotokoll.
Der Information der etwa 100.000 Parteisekretäre diente das parteiinterne und weitestgehend vertrauliche Mitteilungsblatt Parteiinformation. In den Versammlungen wurden häufig Argumentationen zu aktuellen Geschehnissen daraus vorgetragen.
Die Parteiversammlung fand monatlich in allen Betrieben immer montags nach Arbeitsschluss, also ab etwa 17 Uhr statt und dauerte ein bis zwei Stunden. Sie war nur Genossen und Kandidaten zugänglich. In Ausnahmefällen wurden öffentliche Versammlungen durchgeführt.
Neben den Sitzungen der Grundorganisation wurden monatliche Zusammenkünfte der Abteilungsparteiorganisation (APO) und das Parteilehrjahr durchgeführt. In verschiedenen Grundorganisationen, so etwa bei SED-Kreisleitungen, gab es abweichende Zeiten für die Parteiversammlungen – beispielsweise Freitag früh. Gern wurde dort als Einstieg auch ein sogenanntes Arbeiterkampflied gesungen. Von den Mitgliedern wurde erwartet, dass sie den Text beherrschten.

#### Parteilehrjahr

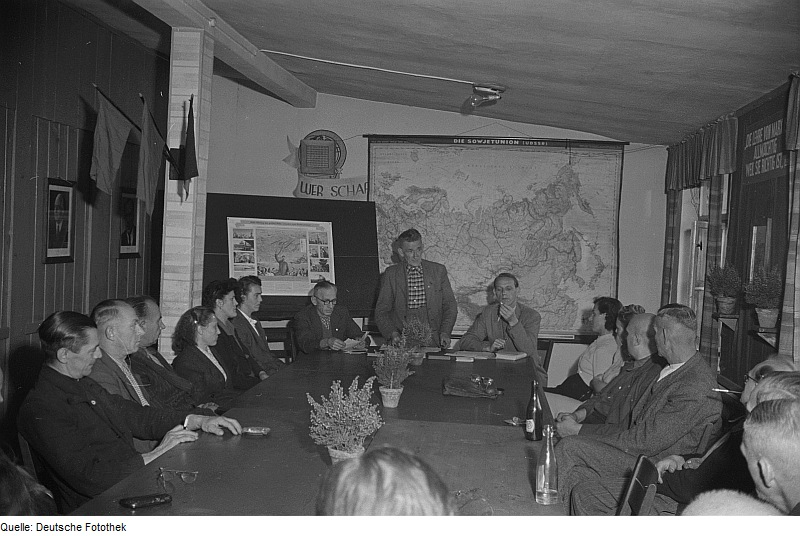
Eröffnung des 4. Parteilehrjahres 1953 in einem Betrieb in Leipzig

Das Parteilehrjahr diente der politisch-ideologischen Schulung der Mitglieder und wurde monatlich durchgeführt. Geleitet wurde es von einem Mitglied der Parteileitung der Grundorganisation beziehungsweise einem geschulten Propagandisten. Es wurde zentral mit Veranstaltungen für die Seminarleiter begonnen. An den Seminaren nahmen auch Nichtmitglieder teil, wenn sie besondere Führungspositionen einnahmen. Für Lehrer existierte ein Beschluss der Gewerkschaft, in der die Teilnahme für Parteilose verpflichtend war. Aus einem Themenangebot wählte die Parteileitung das für die Grundorganisation bedeutsame aus. In hohen Auflagen wurden Broschüren zur Unterstützung der Arbeit im Dietz-Verlag herausgegeben. Dieses Material wurde von den Teilnehmern des Lehrjahres für den Preis von 1,60 Mark käuflich erworben.
Themenbeispiele:
- 1970/71: Die Leninsche Theorie des Imperialismus – Schlüssel zum Verständnis des Imperialismus in seiner gegenwärtigen Entwicklungsetappe
- 1978/79: Theorie und Politik der weiteren Gestaltung der entwickelten sozialistischen Gesellschaft in der DDR
- 1983/84: Grundlehren der marxistisch-leninistischen Philosophie
- 1985/86: Grundprobleme der politischen Ökonomie des Sozialismus und der ökonomischen Strategie der SED
- 1987/88: Leninsche Theorie über den Imperialismus

Zusätzlich zum Parteilehrjahr gab es in den Betrieben in den 1980er Jahren das Argument der Woche, kurze politische Schulungen für die Mitarbeiter durch ein dazu beauftragtes Mitglied der SED.

#### Parteischulen

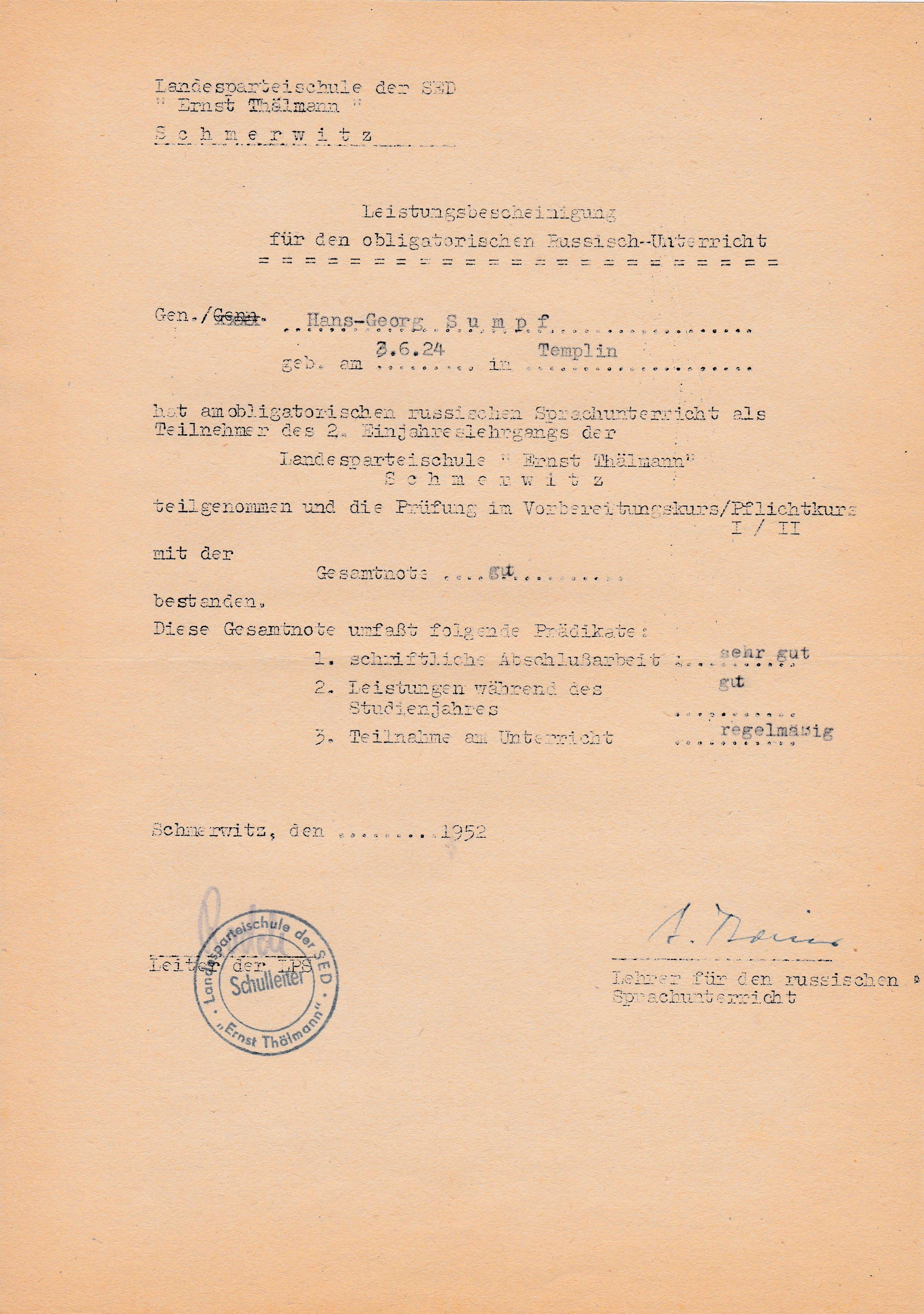
Zeugnis von 1952 der Landesparteischule der SED „Ernst Thälmann“ auf Gut Schmerwitz von Hans-Georg Sumpf

Die SED-Parteischulen waren ebenfalls nach dem hierarchischen Muster der staatlichen Verwaltung organisiert. Auf der unteren Ebene existierten die Kreisparteischulen (KPS) mit Abendkursen, danach kam die Delegation zu den Landesparteischulen wie der Brandenburgs auf dem vormaligen Gut Schmerwitz bzw. nach Gründung der Bezirke zu den Bezirksparteischulen (BPS, 1 Jahr Direktstudium) und schließlich gab es an der Spitze die Parteihochschule „Karl Marx“ (PHS, 1 und 3 Jahre Studium) in Berlin.
In den 1980er-Jahren bildeten 255 SED-Kreis- und 478 Betriebsschulen die Basis des Schulungssystems. Dort wurden die Kurse neben dem Beruf absolviert. An den 15 Bezirksparteischulen – so etwa in Schwerin, Rostock und Neubrandenburg – gab es dreimonatige oder einjährige Vollzeit-Lehrgänge. An der Bezirksparteischule in Ballenstedt beispielsweise absolvierten von 1956 bis 1989 – also in einer Zeitspanne von 33 Jahren – mehr als 16.000 SED-Parteimitglieder aus den DDR-Bezirken Halle (bis 1989) und Magdeburg (bis 1975) einjährige Lehrgänge. Während der Zeit des Studiums bekamen die Kursteilnehmer 80 Prozent ihres vorigen Nettogehalts als Stipendium.
Üblicherweise konnte die nächste Stufe nur absolvieren, wer zuvor die vorhergehende Schule erfolgreich absolviert hatte. Bezirks- und Parteihochschule waren auch im Fernstudium möglich. Der Abschluss an der Parteihochschule war Diplom-Gesellschaftswissenschaftler. Rektorin der Parteihochschule war von 1950 bis 1983 die als besonders orthodox bekannte Hanna Wolf, mit sehr engen persönlichen Kontakten zum Generalsekretär.
Weitere Einrichtungen auf zentraler Ebene waren das Institut für Marxismus-Leninismus beim ZK der SED (IML) und die Akademie für Gesellschaftswissenschaften beim ZK der SED. Deren theoretisches Organ war die Monatszeitschrift Die Einheit. Als Material für die aktuelle Parteiarbeit gab das ZK der SED die Monatsschrift Neuer Weg heraus.
Alternativ war eine Delegierung zum Besuch der Parteihochschule der KPdSU in Moskau möglich. Hier studierten im Ein- oder Dreijahresstudium viele Kader aus allen sozialistischen Ländern und Volksdemokratien. Die Diskussionen waren von einer wesentlich offeneren globalen Perspektive geprägt. Aufgrund dieses Moskauaufenthaltes sprachen viele leitende Parteikader (ab 1. Kreissekretär aufwärts) exzellent Russisch. Absolvent als Diplom-Gesellschaftswissenschaftler mit Staatsexamen war zum Beispiel Egon Krenz.
Ohne den Besuch einer Parteihochschule war es in der DDR praktisch unmöglich, eine staatliche oder innerparteiliche Spitzenposition zu erreichen, da fachliche und gesellschaftliche Qualifikation für den „sozialistischen Leiter“ eine Einheit darstellten.

### Vermögen und Infrastruktur der SED

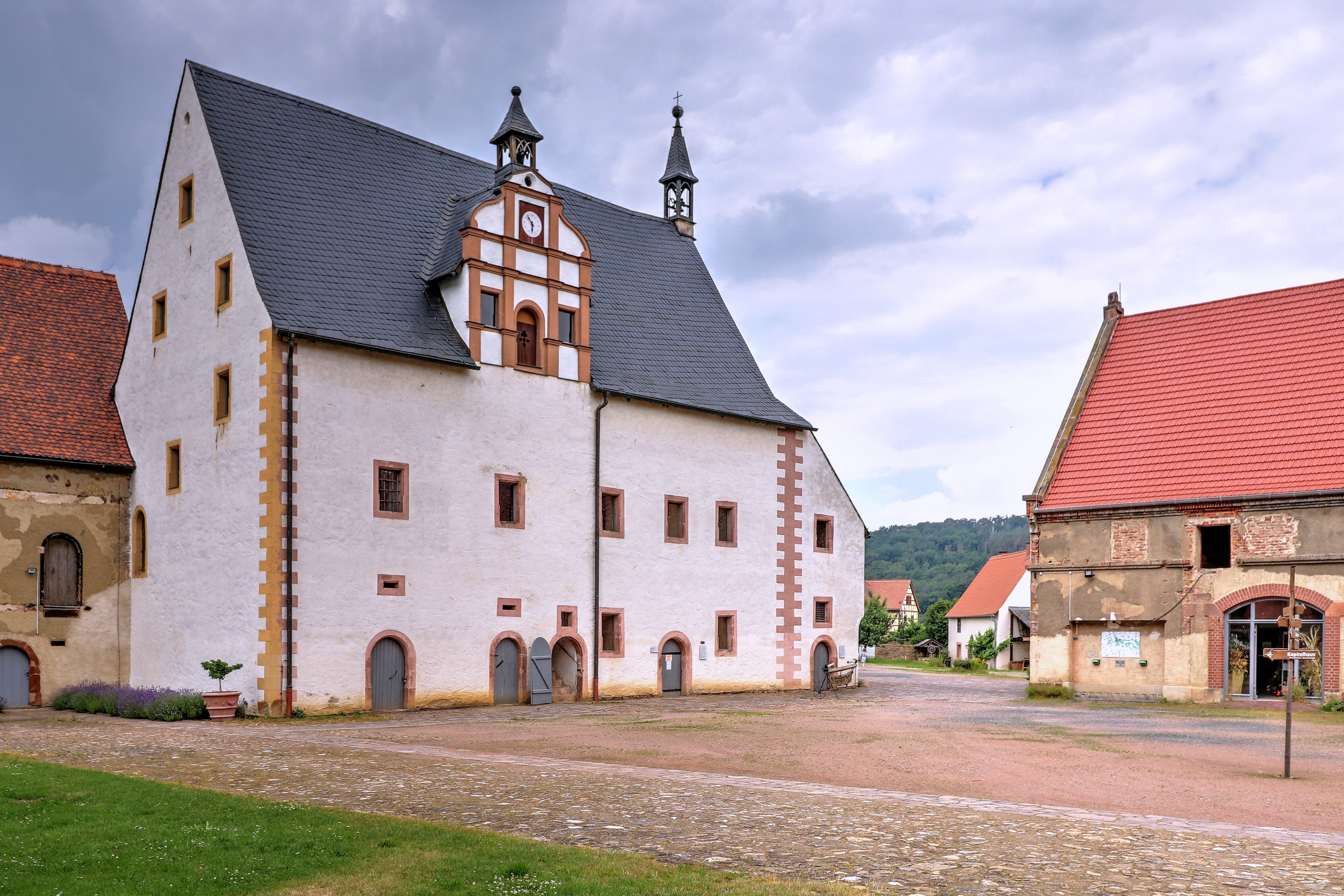
Kloster Buch bei Leisnig war ein Parteigut der SED

Die SED verfügte über umfangreiches Vermögen, insbesondere Infrastruktureinrichtungen wie Parteigebäude, Druckereien, Zeitungsverlage, aber auch Erholungseinrichtungen und anderes. Weiterhin bestand ein Auslandsvermögen, das unter anderem zur Unterstützung von Schwesterparteien im Westen und der Dritten Welt, aber auch zu geheimdienstlichen Zwecken eingesetzt wurde, sowie ca. 160 eingetragene Parteibetriebe.
Mit dem 1. Juni 1990 ging das bis August 1989 bestehende Vermögen der SED zur Prüfung und treuhänderischen Verwaltung in die Hände der Unabhängigen Kommission zur Überprüfung des Vermögens der Parteien und Massenorganisationen (UKPV) und der Treuhandanstalt über.
In verschiedenen Organisationen, insbesondere in der SED, aber auch in den anderen Parteien sowie den teilweise in Auflösung befindlichen Massenorganisationen versuchten Funktionäre auf verschiedenen Ebenen, die Geldbestände am Gesetz vorbei zu „sichern“ oder für private Zwecke zu veruntreuen. Alleine das nach der Wende sichergestellte Vermögen der SED beläuft sich auf rund 1,16 Milliarden Euro. Dazu zählen nach einem – noch nicht rechtskräftigen – Urteil des Obergerichts des Kantons Zürich vom 25. März 2010 128.355.788 Euro, welche 1992 spurlos von Konten der ehemaligen DDR-Handelsgesellschaft Novum und deren Tochtergesellschaft Transcarbon verschwunden waren. Alleinige Gesellschafterin der beiden Unternehmen war die Österreicherin Rudolfine Steindling, genannt „Rote Fini“. Sie hat sich das Geld 1991 von der Bank Austria bar auszahlen lassen. Die Unicredit Bank Austria muss, als Rechtsnachfolger, der Bundesrepublik Deutschland den Schaden ersetzen.
Ein weiteres Beispiel ist der als Putnik-Deal bekanntgewordene Versuch der PDS, ehemaliges SED-Vermögen ins Ausland zu verschieben.